# Ludwig Wittgenstein
Vous lisez un « article de qualité » labellisé en 2023.
« Wittgenstein » redirige ici. Pour les autres significations, voir Wittgenstein (homonymie).
Ludwig Josef Johann Wittgenstein, né à Vienne en Autriche le 26 avril 1889 et mort à Cambridge au Royaume-Uni le 29 avril 1951, est un philosophe, mathématicien, ingénieur, pédagogue et architecte de nationalité autrichienne, puis, à partir de 1939, britannique, ayant exploré de manière décisive certains domaines fondamentaux de la connaissance tels que la logique, les fondements des mathématiques et la philosophie du langage.
Ludwig Wittgenstein ne publie de son vivant qu'une œuvre majeure : le Tractatus logico-philosophicus, dont une première version en langue allemande paraît en 1921 à Vienne et dans laquelle Wittgenstein traite des limites du langage et de la faculté de connaître de l'être humain. Ce texte a donné lieu à de nombreuses interprétations, parfois difficilement conciliables. Pour Wittgenstein, sa signification primaire est surtout éthique et esthétique, tandis que la plupart des lectures ont d'abord mis en avant son intérêt en logique et en philosophie du langage. Pièce majeure de la philosophie de Wittgenstein, il est inspiré par un logicisme anti-psychologiste, une position que l'auteur abandonne par la suite, tandis que les commentateurs commencent à considérer l'aspect mystique de l'œuvre comme central. Wittgenstein pense alors avoir apporté une solution à tous les problèmes philosophiques auxquels il était envisageable de répondre ; il quitte l'Angleterre et se détourne de la philosophie jusqu'en 1929.
À cette date, il revient à Cambridge, sur l'insistance de Bertrand Russell et de George Moore et critique les principes de son premier traité. Il développe alors une nouvelle méthode philosophique et propose une nouvelle manière d'appréhender le langage, étudiée dans sa seconde grande œuvre, Investigations philosophiques, publiée, comme nombre de ses travaux, après sa mort. Cette remise en question de son propre système fait de Wittgenstein l'un des rares penseurs de la philosophie occidentale à s'infliger une autocritique aussi radicale.
Son œuvre a eu — et conserve — une influence majeure sur le courant de la philosophie analytique et plus récemment en anthropologie, en ethnométhodologie et en philosophie postanalytique. Il est parfois considéré comme ayant dissous la tradition analytique de l'intérieur, de manière préemptive. Dans un premier temps, le Tractatus a influencé son ancien professeur Bertrand Russell, mais surtout les néopositivistes du Cercle de Vienne, même si Wittgenstein considérait que ceux-ci commettaient de graves contresens sur la signification de sa pensée. Les deux « époques » de sa pensée ont profondément marqué nombre de ses élèves et de philosophes.

## Biographie
Grâce aux archives conservées par la sœur de Ludwig Wittgenstein et aux biographies rédigées par  William Warren Bartley III, Brian McGuinness et Ray Monk, la vie du philosophe est relativement bien documentée.

### Contexte familial et enfance

#### Les Wittgenstein

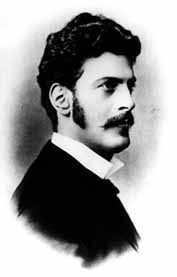
Karl Wittgenstein, l'un des hommes les plus riches d'Europe au début du XX.

##### Branche paternelle
Selon une généalogie établie à Jérusalem après la seconde Guerre mondiale, l'arrière-arrière-grand-père paternel de Wittgenstein, Moses Meier est un agent foncier juif ayant vécu avec sa femme, Brendel Simon, à Bad Laasphe dans l'arrondissement de Siegen-Wittgenstein, en Westphalie où se trouve également le château de Wittgenstein. En juillet 1808, Napoléon publie un décret fixant les règles selon lesquelles les Juifs portant des noms uniquement issus de la culture hébraïque (Ancien Testament) doivent désormais modifier leur nom de famille, si bien que le fils de Meier ajoute à son propre nom le nom de famille de ses employeurs, les Sayn-Wittgenstein (nom d'un ancien comté du Saint-Empire romain germanique), et devient Moses Meier Wittgenstein,,. Son fils, Hermann Christian Wittgenstein — qui a choisi comme deuxième prénom « Christian » pour se distancier de ses origines juives — épouse Fanny Figdor, également juive, convertie au protestantisme juste avant leur mariage. Venus de Saxe (Allemagne) où ils fondent une entreprise prospère de commerce de laine à Leipzig, ils s'installent en Autriche-Hongrie. Ils ont 11 enfants, dont le père de Wittgenstein. La grand-mère de Ludwig, Fanny, est une cousine germaine du violoniste Joseph Joachim.
Karl Wittgenstein (1847-1913), le père de Ludwig, élevé dans la religion luthérienne, fait fortune dans l'industrie sidérurgique : il est l'un des principaux « maîtres de forges » de l'Empire austro-hongrois,,. Grâce à Karl, les Wittgenstein sont devenus la deuxième famille la plus riche de l'Empire austro-hongrois, derrière la famille Rothschild. Grâce à la décision de Karl, en 1898, d'investir massivement aux Pays-Bas et en Suisse ainsi qu'à l'étranger, notamment aux États-Unis, la famille est, dans une certaine mesure, protégée de l'hyperinflation qui frappe l'Autriche en 1922. Cependant, leur capital est atteint en raison de l'hyperinflation qui suit 1918 et de la Grande Dépression.

#### Branche maternelle

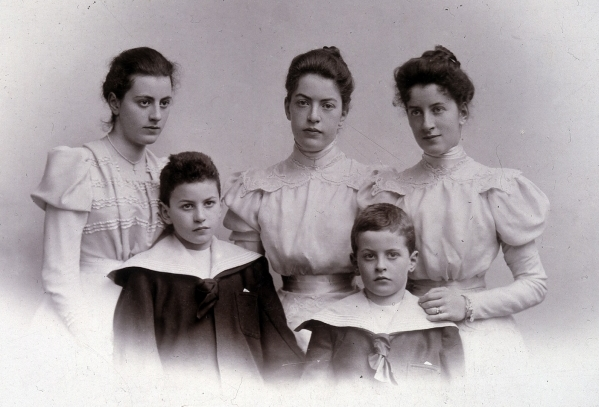
Ludwig Wittgenstein (en bas à droite), son frère Paul et ses sœurs.

Sa mère, Léopoldine Maria Josefa Kalmus, est de confession catholique,. Son père est un Juif tchèque et sa mère une Autrichienne-Slovène catholique – elle est la seule aïeule de Ludwig Wittgenstein qui n'est pas juive,. Elle est la tante du « prix Nobel d'économie » 1974 Friedrich Hayek.
Karl et Léopoldine ont neuf enfants — quatre filles : Margarethe (dite Gretl), Hermine, Hélène et une quatrième fille Dora mort-née ; cinq garçons : Johannes (Hans), Kurt, Rudolf (Rudi), Paul et Ludwig, le benjamin.

#### Enfance de Ludwig

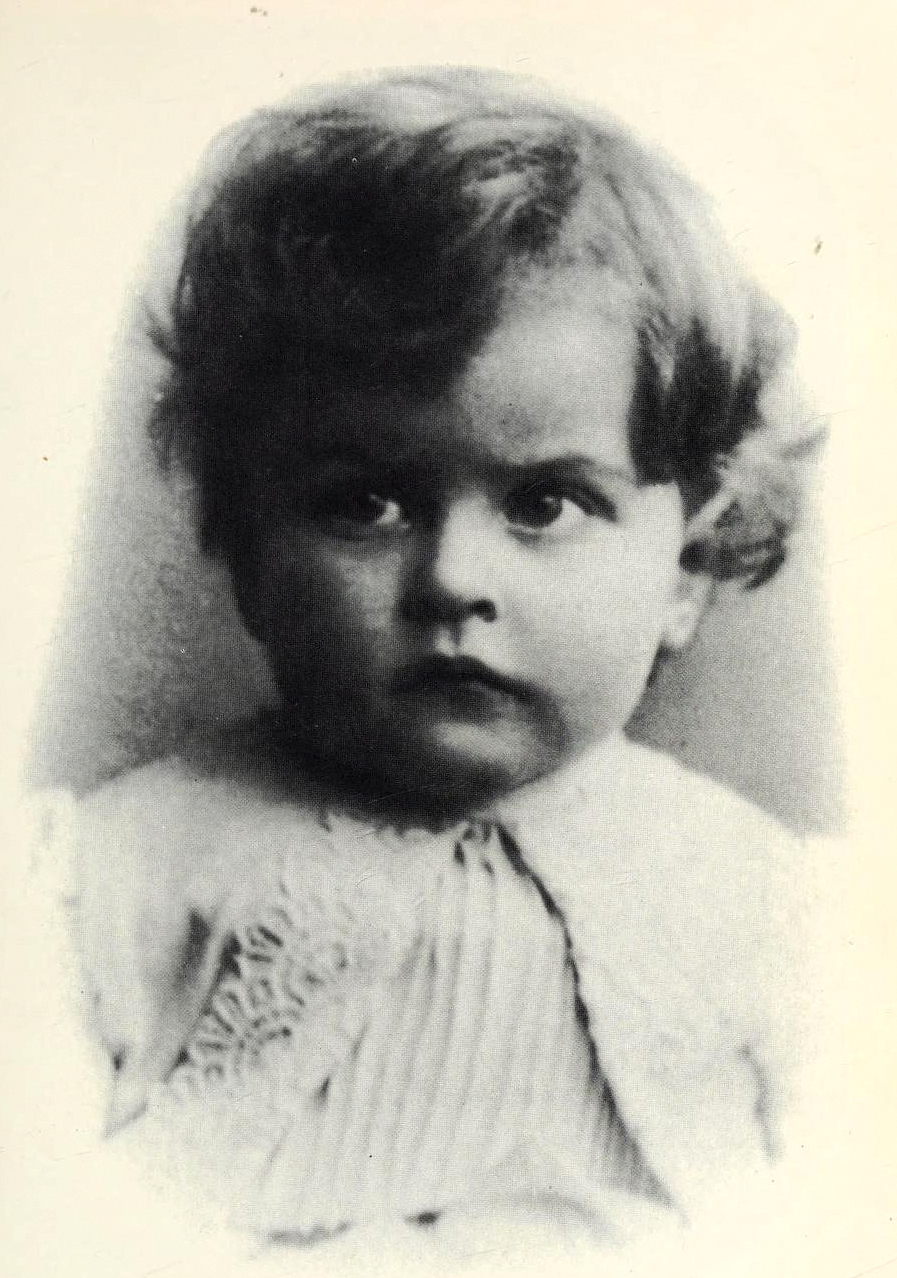
Ludwig Wittgenstein, vers 1890.

Ludwig Josef Johann Wittgenstein est né à Vienne le 26 avril 1889. Ludwig est baptisé dans l'Église catholique ; devenu adulte, il souhaitera pour lui-même un enterrement catholique, bien qu'il soit plutôt agnostique et non pratiquant dans la seconde période de sa vie, après 1929.
La fratrie grandit dans un milieu d'un haut niveau intellectuel, créatif et cultivé. Le chef d'orchestre Bruno Walter décrit la vie chez les Wittgenstein comme baignant dans une « atmosphère omniprésente d'humanité et de culture ».

Le père, protecteur des arts, reçoit nombre d'artistes remarquables, en particulier des musiciens, tels que Johannes Brahms ou Gustav Mahler. Paul Wittgenstein, l'un des frères de Ludwig, mène une carrière de pianiste virtuose, notamment après la perte de son bras droit pendant la Première Guerre mondiale. C'est pour Paul Wittgenstein et à sa demande que Maurice Ravel compose le Concerto pour la main gauche. Sergueï Prokofiev, Paul Hindemith, Benjamin Britten et Richard Strauss, qu'il avait également sollicités, composent également pour lui.

« … Un jour, quelqu'un lui dit qu'il trouvait l'innocence enfantine de G.E. Moore tout à son honneur ; Wittgenstein protesta. « Je ne comprends pas ce que cela veut dire, dit-il, car il ne s’agit pas de l'innocence d’un enfant. L'innocence dont vous parlez n'est pas celle pour laquelle un homme lutte, mais celle qui naît de l'absence naturelle de tentation. »

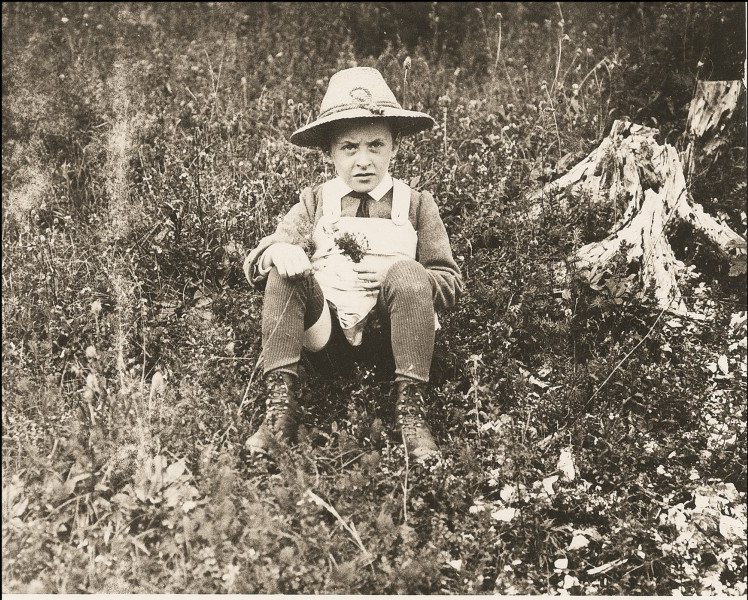
Ludwig enfant, assis dans un champ.

Le futur philosophe lui-même, certainement doué, mais sans talent exceptionnel d'interprète, a une mémoire musicale étonnante : il a l'oreille absolue. Il porte toute sa vie à la musique une dévotion quasi mystique, notamment à celle de Franz Schubert. C'est l'un des éléments essentiels qui permettent de mieux saisir sa personnalité et sa pensée ; il aime à se référer à des exemples musicaux, tant dans sa conversation que dans ses écrits, mais c’est seulement à l’âge de trente ans, lors de sa formation pour devenir enseignant, qu’il apprend à jouer d’un instrument : la clarinette,. Un fragment de musique (trois mesures), composé par Wittgenstein, a été découvert dans un de ses carnets de 1931. Par ailleurs, le dessin, la peinture, la sculpture l’intéressent.

#### Entouré par le suicide

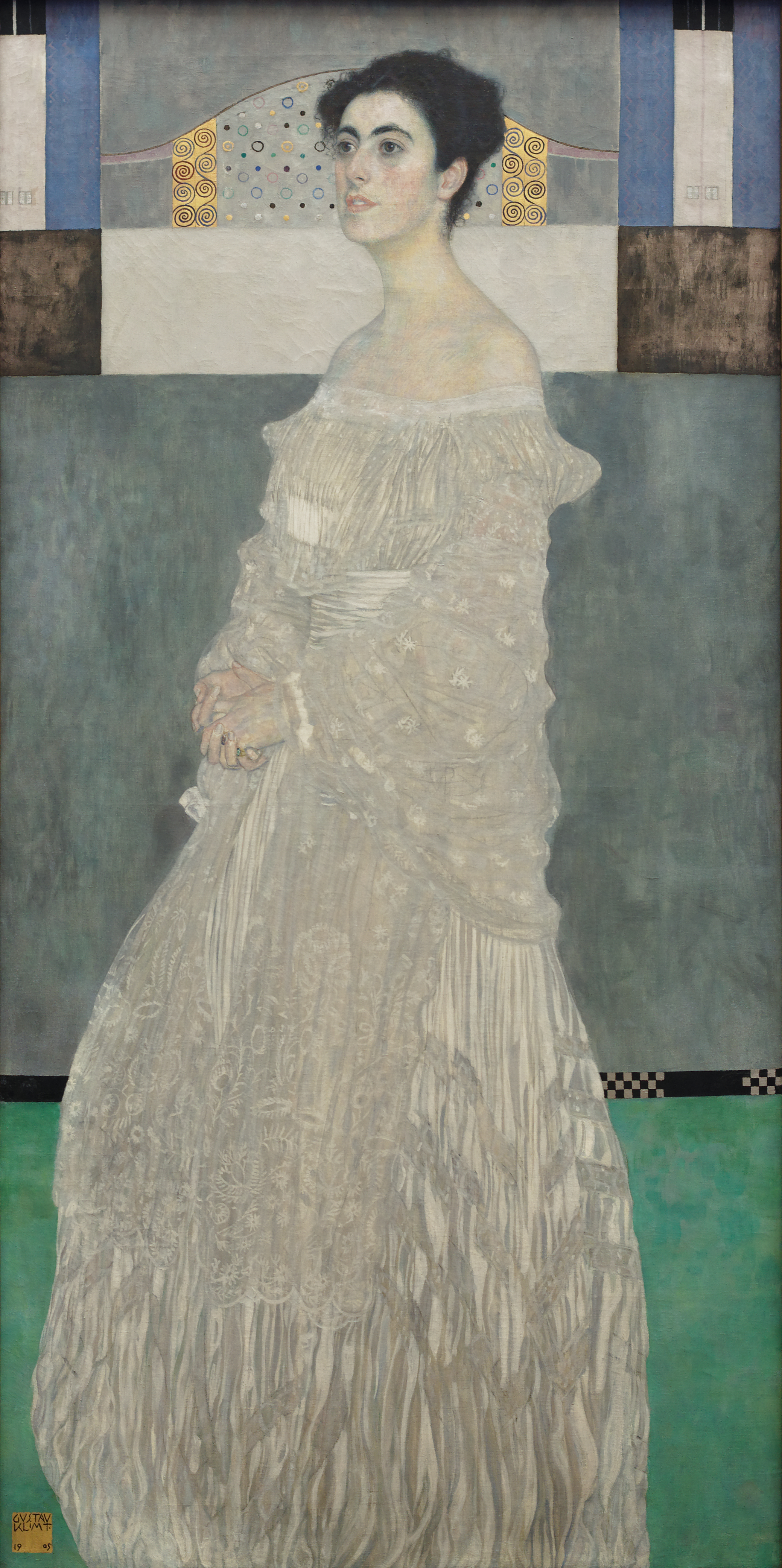
Portrait de Margarethe Stonborough, née Wittgenstein, par Gustav Klimt (1905), Neue Pinakothek de Munich.

Dans la famille Wittgenstein, la sévérité du regard sur les autres, l’exigence intellectuelle, de sincérité et d’éthique constante ont pour pendant un regard sans pitié ni concession sur soi, une horreur profonde de l’approximation et de la médiocrité. Personnalité emplie de doutes, Wittgenstein se questionne très tôt dans son enfance sur le concept de vérité,. Le psychiatre Michael Fitzgerald estime que Karl était perfectionniste, sévère, et que son manque d'empathie ne pouvait être contrebalancé par la mère de Wittgenstein, qui était anxieuse et peu sûre d'elle,.
La dépression et le suicide ont frappé l'entourage de Ludwig : trois de ses frères se suicident. Seul Paul, de deux ans son aîné, meurt de mort naturelle, en mars 1961, dans le village de Manhasset, près de New York. Le frère aîné, Hans — remarqué par ses dons en musique — meurt dans des circonstances mystérieuses en mai 1902, lorsqu'il s'enfuit en Amérique et disparaît d'un bateau dans la baie de Chesapeake, s'étant vraisemblablement suicidé,.
Deux ans plus tard, alors âgé de 22 ans et étudiant la chimie à l'Académie des sciences de Berlin, Rudi se donne la mort dans un bar de Berlin. Il a laissé plusieurs lettres de suicide, dont une adressée à ses parents, dans laquelle il explique qu'il est en deuil après la mort d'un ami. Il avait alors demandé conseil au Comité scientifique humanitaire, une organisation qui faisait campagne contre le paragraphe 175 du Code pénal allemand, qui prohibait les relations homosexuelles. Son père interdit à la famille de mentionner à nouveau son nom,,,.
Son autre frère, Kurt, officier et chef d'entreprise, s'est suicidé le 27 octobre 1918 juste avant la fin de la Première Guerre mondiale, lorsque les troupes autrichiennes qu'il commandait ont refusé d'obéir à ses ordres et ont déserté,.

### Éducation et adolescence

#### 1903-1906: laRealschulede Linz

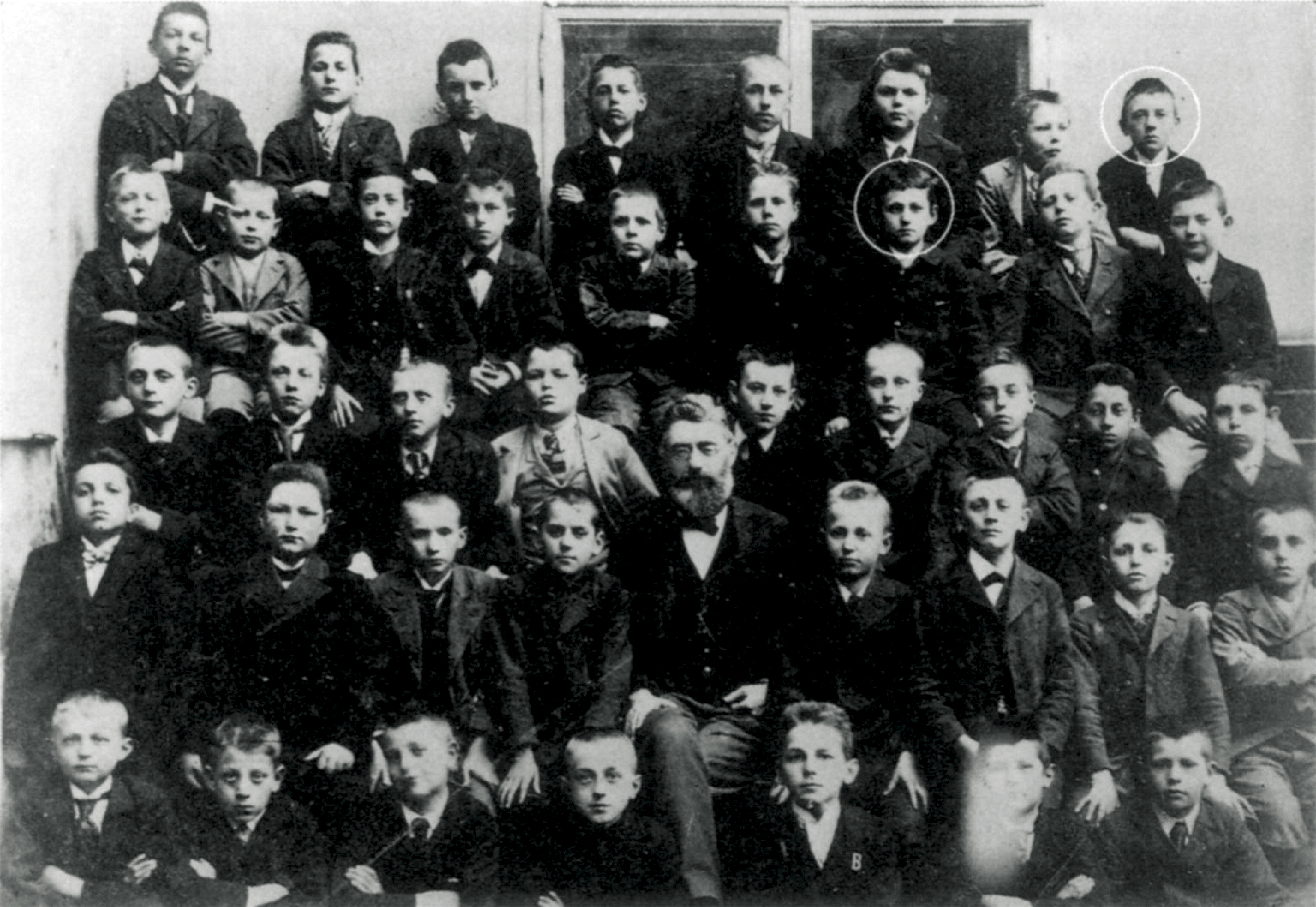
Photographie de classe à la Realschule en 1901,, Adolf Hitler au dernier rang à droite. À l'avant-dernier rang, en troisième position à partir de la droite, un élève que Kimberley Cornish identifie anachroniquement comme étant Ludwig Wittgenstein.

Jusqu'en 1903, Ludwig reçoit une instruction élémentaire à domicile. Après la mort de Hans et Rudi, Karl permet à Paul et Ludwig d'être envoyés à l'école. Il étudie trois ans à la Realschule de Linz, une école orientée vers les disciplines techniques. L'historienne Brigitte Hamann écrit qu'il se distinguait des autres garçons : il avait une diction inhabituellement pure de haut allemand avec un bégaiement, s'habillait avec élégance, était sensible, peu sociable et mal traité par ses camarades.
De nombreux commentateurs ont remarqué la coïncidence de la scolarisation simultanée, quoique dans deux classes différentes, de Wittgenstein et d'Adolf Hitler à la Realschule. Une photographie de groupe durant l'année scolaire 1904-1905 a fait soulever l'hypothèse selon laquelle les deux élèves figureraient en même temps sur le cliché. Cependant, Hitler ayant été renvoyé pour indiscipline, il ne peut terminer son année.

#### La découverte d'Otto Weininger

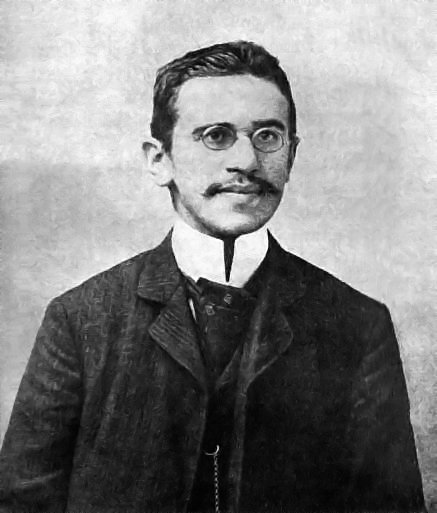
Portrait du philosophe autrichien Otto Weininger (1880–1903).

C'est dans son adolescence que Ludwig Wittgenstein lit Geschlecht und Charakter (Sexe et Caractère) publié en 1903 par le philosophe autrichien Otto Weininger. Ce dernier soutient que les concepts de « mâle » et de « femelle » n'existeraient qu'en tant que formes platoniciennes et que dans ce cadre, les Juifs incarneraient la féminité platonicienne. Alors que les hommes seraient fondamentalement rationnels, l'idiosyncrasie féminine, toujours selon Weininger serait émotionnelle et pulsionnelle. Or, l'amour et le désir sexuel sont en contradiction et l'amour hétérosexuel est donc voué à la misère ou à l'immoralité. La seule vie qui vaille la peine d'être vécue est la vie spirituelle ; le choix est le génie ou la mort. Weininger se suicide par balle en 1903, peu de temps après la publication de son livre et Wittgenstein, âgé de 14 ans, assiste à ses funérailles.

Plusieurs années plus tard, devenu professeur à l'Université de Cambridge, Wittgenstein distribuera des exemplaires du livre de Weininger à ses collègues universitaires, perplexes. Ludwig estime les arguments de Weininger faux, mais pour des raisons intéressantes. Dans une lettre datée du 23 août 1931, Wittgenstein écrit à G. E. Moore : 

« Je peux très bien imaginer que tu n'admires pas beaucoup Weininger, entre cette traduction bestiale et le fait que W. doit te sembler très étranger. C'est vrai qu'il est fantastique mais il est grand et fantastique. Il n'est pas nécessaire – ou plutôt impossible – d'être d'accord avec lui mais la grandeur réside dans ce avec quoi nous ne sommes pas d'accord. C'est son énorme erreur qui est grande. C'est-à-dire qu'il suffit d'ajouter un simple « ∼ » à tout le livre pour qu'il dise une vérité importante. »

### 1906-1911: études d'ingénierie à Berlin et Manchester

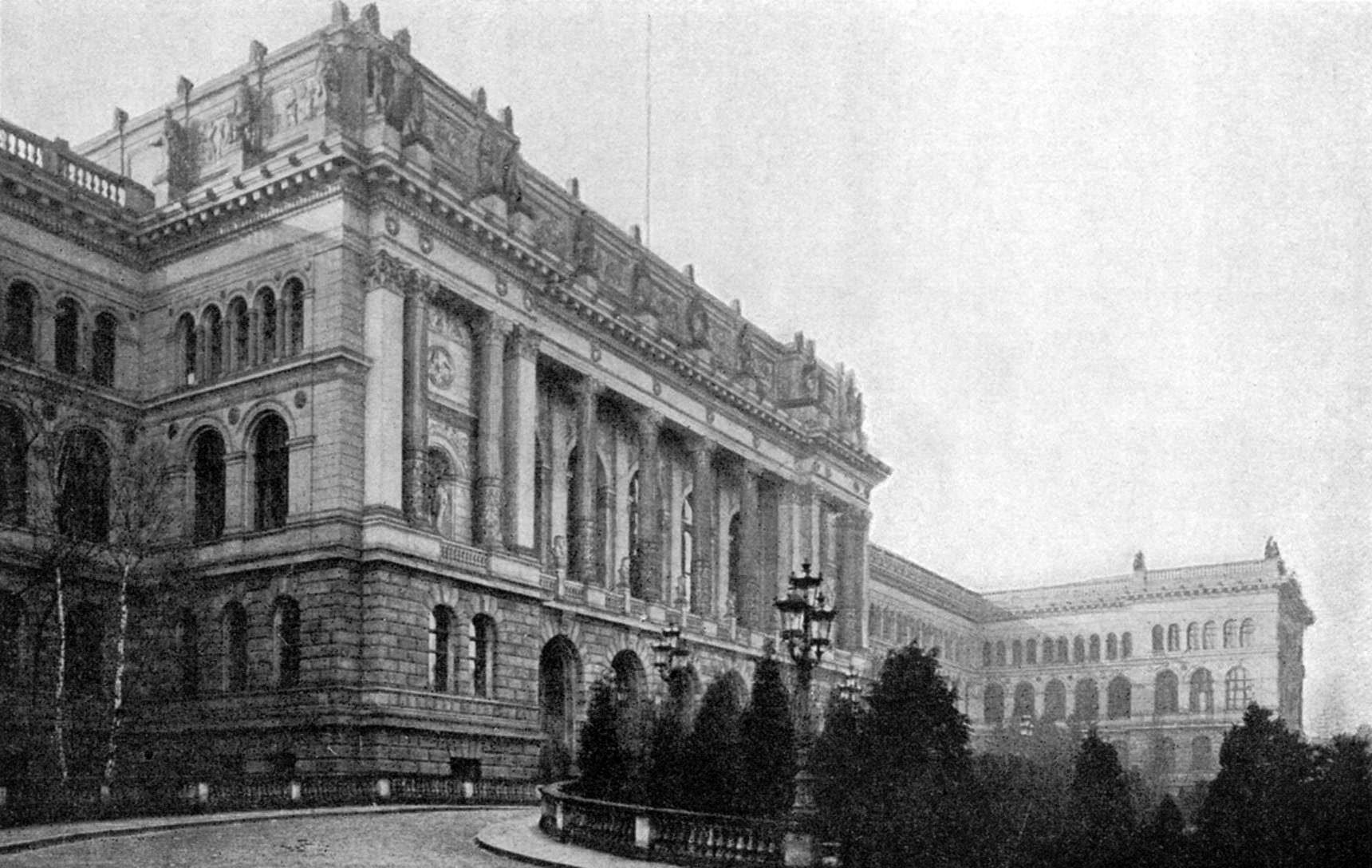
L'ancienne Technische Hochschule Berlin à Charlottenburg, Berlin.

Ludwig acquiert une formation d'ingénieur en mécanique à l'école technique supérieure de Berlin-Charlottenburg, où il s'inscrit en 1906 et dont il sort diplômé après 3 semestres en 1908. Ayant conçu un vif intérêt pour les problèmes posés par la discipline naissante de l'aéronautique, il décide de compléter sa formation dans ce domaine avec un projet de doctorat à l'université de Manchester,. C'est dans ce but qu'il intègre un laboratoire d'ingénierie spécialisé où il consacre d'abord ses recherches au comportement des cerfs-volants en haute atmosphère. Il oriente ensuite ses efforts sur la réalisation d'une hélice mue par réaction au bout des pales. Mais la conception des hélices à cette époque n'est pas assez avancée pour mettre en pratique les idées de Wittgenstein et il faudra encore des années avant qu'un modèle de pale capable de soutenir la conception innovante de Wittgenstein soit créé.

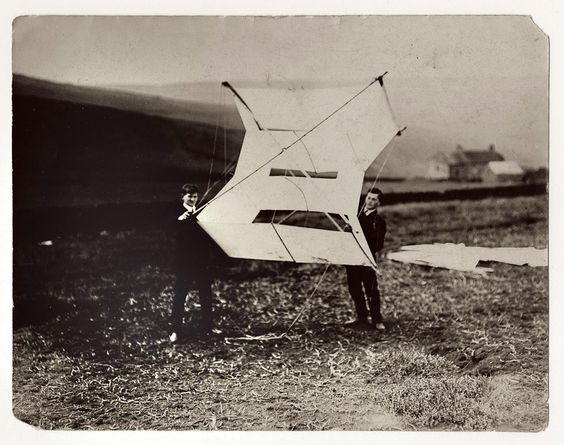
Ludwig et son ami, l'ingénieur William Eccles à la station aéronautique de Glossop, Derbyshire durant l’été 1908.

Le travail sur l'hélice à réaction s'avère frustrant pour Wittgenstein en raison de son manque d'expérience technique. Un ingénieur de Manchester, William Eccles, avec lequel il s'est lié d'amitié, le voit se tourner ensuite vers des travaux plus théoriques, se concentrant sur la conception de l'hélice – un problème nécessitant des outils mathématiques sophistiqués.
C'est alors que, profondément marqué par sa lecture de deux ouvrages parus simultanément quelques années plus tôt, The Principles of Mathematics de Bertrand Russell et Grundgesetze der Arithmetik de Gottlob Frege, il se plonge dans l'étude de la logique et des bases fondamentales des mathématiques,. Sa sœur Hermine se souvient qu'il devient à cette époque véritablement obsédé par les mathématiques, délaissant l'aéronautique, se décrivant lui-même comme étant dans un « état d'agitation constant, indescriptible, presque pathologique ».
Il se rend en Allemagne pour rencontrer Gottlob Frege, qui avait au cours de la décennie précédente posé les fondations de la logique moderne et des mathématiques logiques. Frege lui conseille vivement de lire les travaux de Bertrand Russell qui a découvert quelques incohérences fondamentales dans son travail.

### Arrivée à Cambridge

#### Rencontre de Russell et de la philosophie des mathématiques

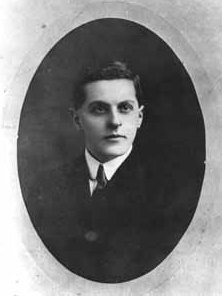
Wittgenstein, dans les années 1910.

Suivant les conseils de Frege, Wittgenstein se rend à Cambridge rencontrer Bertrand Russell. Dans sa correspondance avec Ottoline Morrell, Russell fait part de ses impressions et ses sentiments, rapporte leurs échanges et ce dès le premier jour,. Le 18 octobre 1911, il écrit : 

« Un Allemand inconnu est arrivé, parlant très mal l’anglais mais refusant de parler allemand. Il a fait des études d’ingénieur à Charlottenburg, pendant lesquelles il s’est découvert une passion pour la philosophie des mathématiques et il est venu exprès à Cambridge suivre mes cours. »

Wittgenstein assiste avec assiduité aux cours de Russell qui sont habituellement peu suivis. Russell est d'abord partagé, il est intéressé, parfois exaspéré, il écrit, par exemple, « je crois bien que mon ingénieur allemand est un sot. Il pense que rien d’empirique n’est connaissable – je lui ai demandé d’admettre qu’il n’y avait pas de rhinocéros dans la pièce mais il a refusé » (2.11.11), « Discuter avec lui est une perte de temps » (16.11.11). Le 27 novembre Wittgenstein hésite encore sur son choix de carrière et se tourne vers Russell pour être conseillé :

« Mon Allemand hésite entre la philosophie et l’aéronautique ; il m’a demandé aujourd’hui si je pensais qu’il était totalement dénué de talent pour la philosophie et je lui ai répondu que je n’en savais rien, mais que je ne le pensais pas. Je lui ai demandé d’écrire quelque chose pour que je puisse me forger une opinion. »

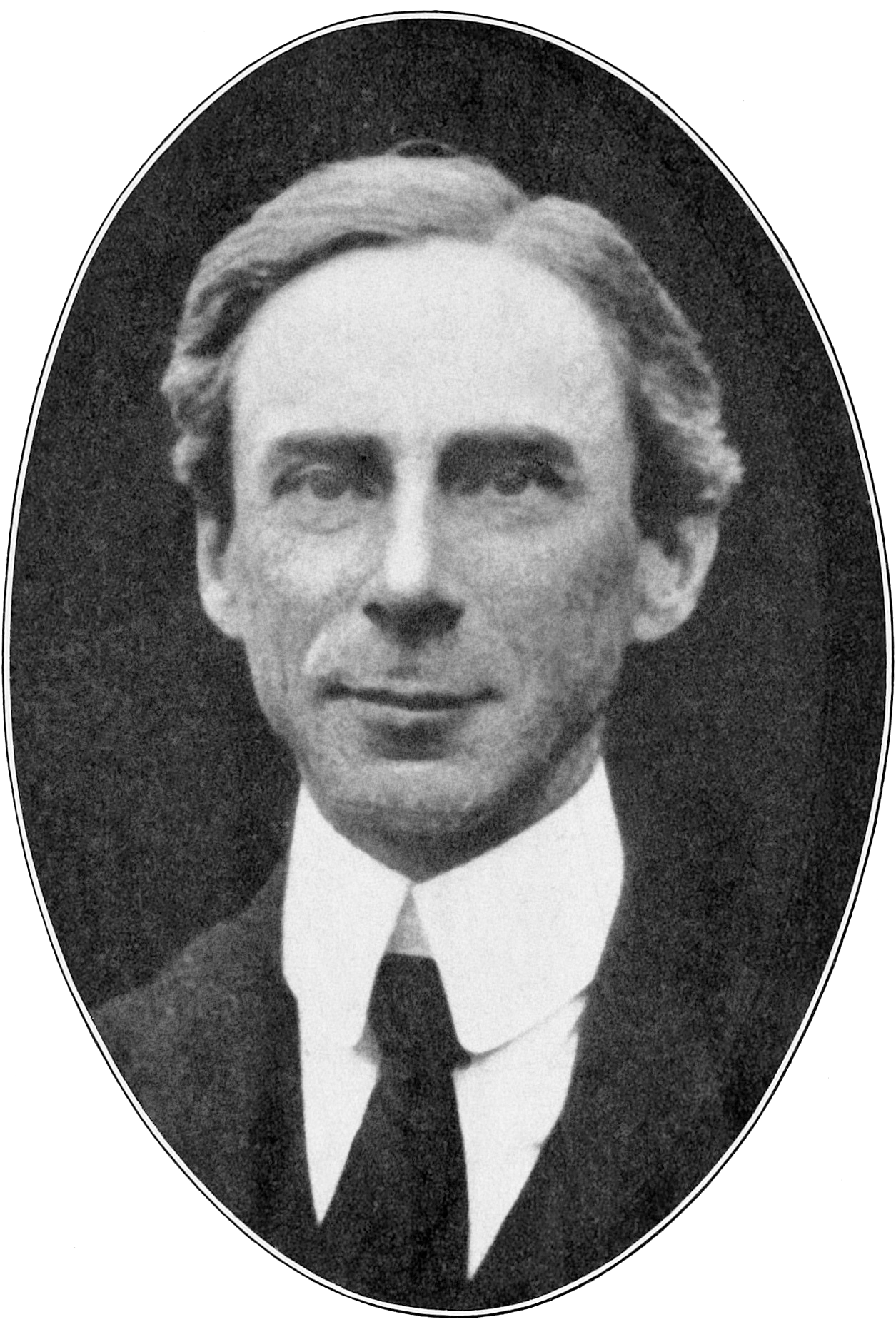
Portait de Bertrand Russell datant de 1916.

De retour de vacances, Wittgenstein fait lire à Russell un manuscrit qu’il juge « très bon, bien meilleur que ceux de [ses] élèves anglais » (23.01.12), très vite suivi d’un autre qui finit par convaincre Russell. Wittgenstein est admis au Trinity College le 1er février 1912. Pendant ce trimestre, Wittgenstein travaille intensivement sur les fondements de la logique et la logique mathématique. Le 22 mars, Russell exprime son admiration :

« Je l'aime et je sens qu'il résoudra les problèmes pour lesquels je suis trop vieux – tous ces problèmes soulevés par mon travail mais qui exigent un esprit neuf et la vigueur de la jeunesse. C’est le jeune homme qu’on appelle de ses vœux. »

Il déclare plus tard à David Pinsent que les encouragements de Russell l'ont sauvé et ont mis fin à neuf années de solitude et de souffrance, pendant lesquelles le suicide l'avait constamment suivi.

#### Club des sciences morales et apôtres de Cambridge
En 1912, Wittgenstein rejoint le Club des sciences morales de Cambridge,, dont il prend rapidement la direction ; il cesse un temps de s'y rendre au début des années 1930 après des plaintes selon lesquelles il ne laisse à personne d'autre la possibilité de s'exprimer.

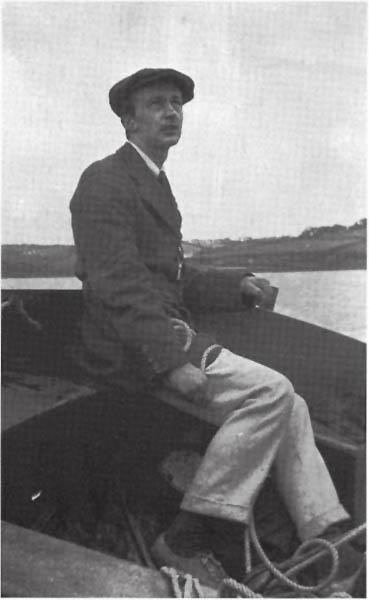
David Pinsent, ami de Ludwig rencontré à Cambridge.

Le club est devenu légendaire parmi les philosophes, en raison d'une réunion tenue le 25 octobre 1946 au King's College, où Karl Popper prononce un discours intitulé « Existe-t-il des problèmes philosophiques ? », prenant alors position contre Wittgenstein. Il existe selon Popper des problèmes en philosophie qui sont plus que des clarifications logiques et linguistiques, comme le soutenait Wittgenstein. Ce dernier aurait commencé à agiter un tisonnier brûlant, exigeant que Popper lui donne un exemple de règle morale. Popper lui en propose un – « Ne pas menacer les conférenciers de passage avec des tisonniers » – Russell dit alors à Wittgenstein qu'il avait mal compris et Wittgenstein quitte la réunion « en trombe »,.
L'économiste John Maynard Keynes l'a également invité à rejoindre les Apôtres de Cambridge, une société secrète formée en 1820, à laquelle Bertrand Russell et G. E. Moore avaient adhéré en tant qu'étudiants ; Wittgenstein ne s'y est pas beaucoup plu et n'y a participé que rarement. Russell craignait que Wittgenstein n'appréciât pas le style tapageur et humoristique des débats intellectuels et le fait que les mœurs sentimentales y fussent libres. Alors qu'il y est admis en 1912, Wittgenstein donne sa démission presque immédiatement. Néanmoins, les apôtres de Cambridge ont permis à Wittgenstein de participer à nouveau aux réunions dans les années 1920, lorsqu'il est revenu à Cambridge. Il semblerait que Wittgenstein ait également eu du mal à tolérer son propre comportement lors des discussions du club des sciences morales de Cambridge.
Wittgenstein n'a pas hésité à rendre compte de sa dépression pendant ses années à Cambridge. Russell écoute à maintes reprises ses angoisses qui semblaient provenir de deux sources : son travail et sa vie personnelle. Ce dernier rapporte que :

« [Ludwig] avait l'habitude de venir chez moi à minuit et de marcher pendant des heures de long en large comme un ours en cage. En arrivant, il annonçait qu'en sortant de chez moi il se suiciderait… […] Lors d'une telle soirée après une ou deux heures de silence de mort, je lui dis : 'Wittgenstein, est-ce à la logique que vous pensez ou à vos péchés ?' — 'Aux deux', dit-il, et il retomba dans le silence. ».

Wittgenstein a déclaré à Russell qu'il « ressentait la malédiction de ceux qui n'ont que la moitié d'un talent ». Le tempérament de Ludwig a également été décrit dans le journal de David Pinsent, comme connaissant de grandes fluctuations émotionnelles. Bertrand Russell le présente à Pinsent au cours de l'été 1912. Leur relation s'est déroulée durant une période intellectuellement formatrice. Pinsent est un étudiant en mathématiques et parent de David Hume ; Wittgenstein et lui deviennent rapidement proches,.

### 1913-1920: Première Guerre mondiale etTractatus

#### Travail sur laLogiqueet premier exil en Norvège
En 1913, Wittgenstein hérite d'une fabuleuse fortune après la mort de son père. Il en fait partiellement don — au début de manière anonyme — à des artistes et auteurs autrichiens tels que Rainer Maria Rilke et Georg Trakl. En 1914, il manque de rencontrer Trakl, celui-ci s'étant suicidé deux jours avant l'arrivée de Wittgenstein. 

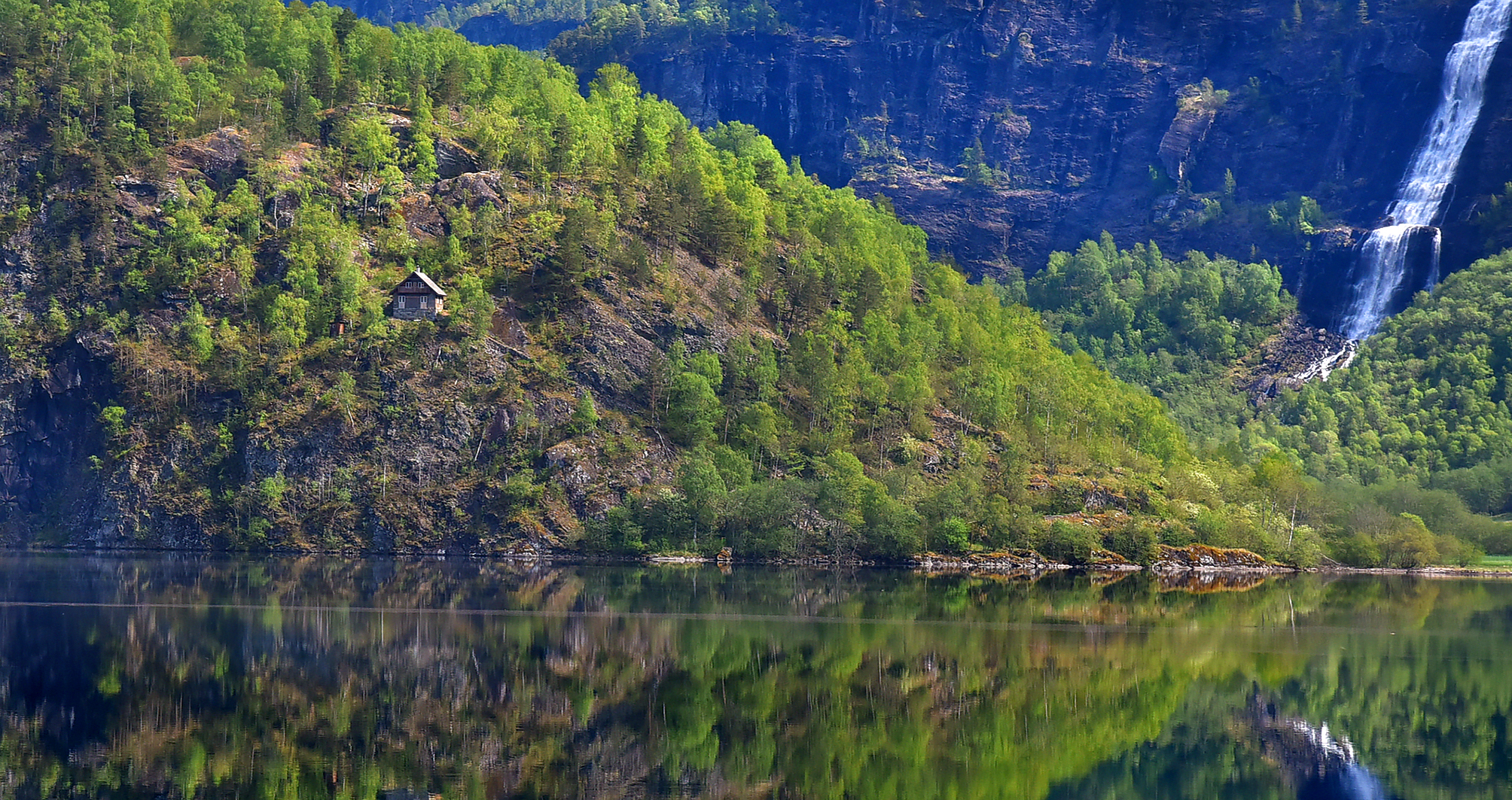
La maison restaurée de Ludwig Wittgenstein à Skjolden, en Norvège. La photo de Vadim Chupiyna (2024)

Bien que stimulé par ses études à Cambridge et ses conversations avec Russell, Wittgenstein parvient à la conclusion qu'il ne pourrait pas parvenir à faire le tour des questions fondamentales qui l'intéressent dans un environnement universitaire. Il rédige son premier travail philosophique, les Notes sur la logique. Celles-ci sont un développement de la remarque de Russell à propos de sa théorie des types qui devait selon lui « être rendue superflue par une bonne théorie du symbolisme ». Les détails de ces notes, assez subtils, se résument dans l'apparent truisme suivant : « « A » est la même lettre que « A » ». On entrevoit la distinction fondamentale que reprendra le Tractatus logico-philosophicus, celle du dire et du montrer. Ce que dit la théorie des types, celle-ci ne peut le dire mais peut seulement être montré par le symbolisme. Partant, Wittgenstein soutient que les propositions logiques expriment leur véracité ou fausseté dans leurs significations elles-mêmes, idée que l'on retrouve dans le Tractatus : « Toute tautologie montre elle-même qu'elle est une tautologie. » (6.271)
En 1913, il se retire dans le village norvégien de Skjolden. Il y demeure chez l'habitant, puis s'y fait construire une maison qui domine le Sognefjord. Cet exil volontaire lui permet de se consacrer entièrement à sa recherche et il dira plus tard de cet épisode qu'il fut l'une des périodes les plus passionnées et productives de son existence. Wittgenstein y apprend le norvégien pour converser avec les villageois locaux et le danois pour lire les œuvres du philosophe danois Søren Kierkegaard,. Ne se sentant pas assez seul au sein du village, il conçoit et construit une petite maison en bois sur un rocher éloigné surplombant le lac Eidsvatnet à l'extérieur du village. L'endroit est nommé « Østerrike » (Autriche) par les habitants. Il y séjourne à plusieurs reprises jusqu'aux années 1930.
Sur l'insistance de Wittgenstein, G. E. Moore, alors professeur à Cambridge, lui rend visite en Norvège en 1914, aidant à la rédaction de Logik, soumis à la rigueur et la colère de Wittgenstein en cas d'erreur.

#### Engagement dans l'armée

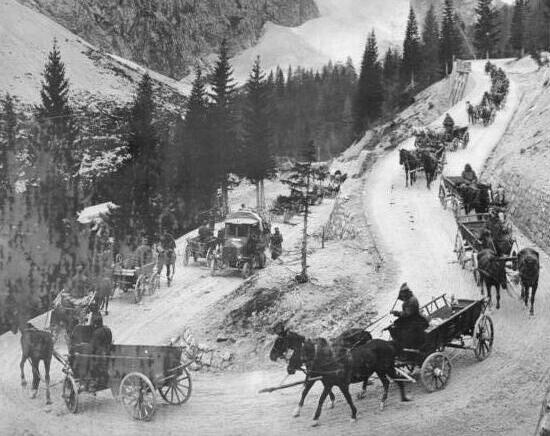
Ligne de ravitaillement austro-hongroise sur le col de Vršič, sur le Front italien, octobre 1917 guerre mondiale.

Vivant en ermite, Wittgenstein est surpris par l'avènement de la Première Guerre mondiale. Il s'engage dans l'armée austro-hongroise — bien que médicalement dispensé — espérant que le fait de côtoyer la mort lui permettrait de s'améliorer,. Il sert d'abord sur un navire, puis dans une usine d'artillerie,. Il est blessé lors d'une explosion accidentelle et hospitalisé à Cracovie. En 1916, il est envoyé sur le front russe dans un régiment d'artillerie où il gagne plusieurs médailles pour son courage. Les pages de son journal d'alors reflètent néanmoins son mépris pour la médiocrité de ses camarades soldats. Cependant, il contracte une amitié philosophique avec un médecin militaire, Bieler.

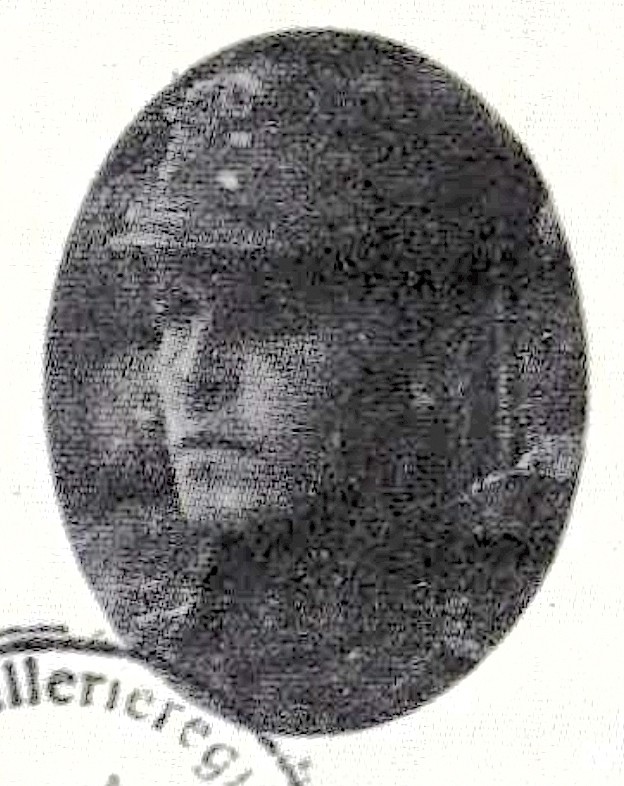
Photo d'identité militaire de Wittgenstein durant la Première Guerre mondiale.

Tout au long de la guerre, Wittgenstein tient un journal dans lequel il couche des réflexions philosophiques et religieuses avec des remarques personnelles.
Au moment de son engagement en 1914, Wittgenstein achète l’Abrégé de l’Évangile de Léon Tolstoï, dont il recommandera la lecture à toute personne en détresse, et devient un chrétien convaincu, bien que troublé et plein de doutes,.
La mesure dans laquelle l'Abrégé de l'Évangile a influencé Wittgenstein peut être vue dans la numérotation du Tractatus. En 1916, Wittgenstein a lu Les Frères Karamazov de Dostoïevski en profondeur et en connaît des passages entiers par cœur, notamment les discours du Starets Zosime, qui représente pour lui l'idéal chrétien, le saint homme qui « lisait directement dans l'âme d'autrui »,.
Son travail sur ses Notes sur la logique commence à prendre un sens éthique et religieux. C’est en associant son nouvel intérêt pour l’éthique, avec la logique et les réflexions personnelles qu’il développe pendant la guerre, que son travail effectué à Cambridge et en Norvège prend la forme du Tractatus.

#### Rédaction duTractatus logico-philosophicus

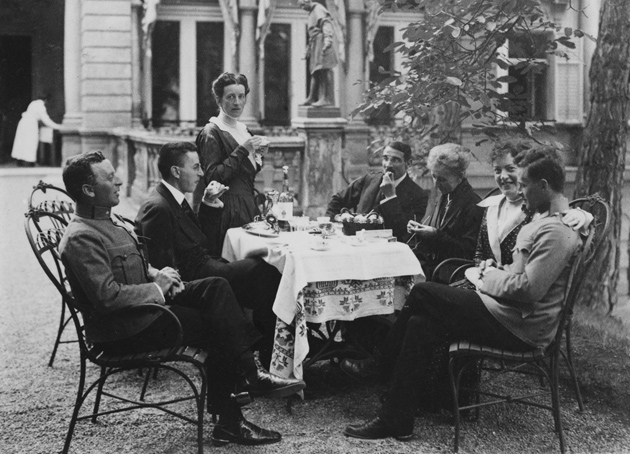
La famille Wittgenstein à Vienne, été 1917, avec Kurt (le plus à gauche) et Ludwig (le plus à droite) en uniforme d'officier.

Au cours de l'été 1918, Wittgenstein prend un congé militaire et séjourne dans l'une des maisons d'été de sa famille à Vienne. Il y achève en août 1918 le Tractatus logico-philosophicus qu'il soumet sous le titre Der Satz (en allemand : proposition, phrase, expression, ensemble, mais aussi « jeu ») aux éditeurs Jahoda and Siegel.
Une série d'événements survenus à cette époque le bouleversent profondément. Le 13 août, son oncle Paul meurt. Le 25 octobre, il apprend que les éditions Jahoda and Siegel refusent de publier le Tractatus et le 27 octobre son frère Kurt se suicide. C'est à peu près à cette époque qu'il reçoit une lettre de la mère de David Pinsent lui annonçant que ce dernier est décédé dans un accident d'avion le 8 mai Wittgenstein est désemparé au point de penser au suicide,.
Après son retour sur le Front italien, Wittgenstein est fait prisonnier en novembre dans le nord de l'Italie par l'armée italienne. Celle-ci trouve dans ses affaires un manuscrit rédigé en allemand nommé Logische-Philosophische Abhandlung. Grâce à l'intervention de ses amis de Cambridge, Wittgenstein peut avoir accès à des livres et préparer son manuscrit du Tractatus. Il l'envoie en Angleterre à Russell qui le considère comme un travail philosophique d'une grande importance. Après la libération de Wittgenstein en 1919, ils travaillent ensemble pour le faire publier.
La traduction anglaise est assurée dans un premier temps par Frank Ramsey, puis par C. K. Ogden, avec l'aide de Wittgenstein. Il paraît d'abord en allemand en 1921 sous le titre Logisch-philosophische Abhandlung, puis sur les suggestions de George Edward Moore, en anglais, un an plus tard avec le titre latin actuel Tractatus logico-philosophicus, par analogie avec le Tractatus theologico-philosophicus de Spinoza,,.
Russell rédige une introduction afin que le livre bénéficie de la réputation de l'un des plus grands philosophes du moment. Les difficultés perdurent néanmoins, Wittgenstein se défiant de Russell, n’appréciant pas son introduction qui, selon lui, évince les problématiques fondamentales du Tractatus. Cet épisode obscurcit l’amitié qui les liait depuis leur première rencontre (1912-1913). Wittgenstein s'oppose à ce que l'introduction soit publiée dans la version allemande. Dans une lettre à Russell du 6 mai 1920, il s'exprime ainsi :

« ton introduction ne sera pas imprimée et par conséquent il est vraisemblable que mon livre ne le sera pas non plus. Car lorsque j'ai eu devant les yeux la traduction allemande de l'Introduction, je n'ai pu me résoudre à la laisser imprimer avec mon livre. La finesse de ton style anglais s’était en effet, comme il est naturel, perdue dans la traduction et ce qui restait n’était que superficialité et incompréhension. »

— Wittgenstein.
Wittgenstein connaît la frustration devant ses difficultés à trouver un éditeur intéressé et plus encore en réalisant que les quelques personnes susceptibles d’éditer son livre sont plus intéressées par l'introduction de Russell que par le contenu de l'ouvrage. Ce dernier est finalement publié par le journal de Wilhelm Ostwald Annalen der Naturphilosophie, qui imprime une version en allemand en 1921, et par Routledge (éditeur), qui imprime une version bilingue avec l'introduction de Russell, le titre de Moore et la traduction de Ramsey et Ogden en 1922.
Wittgenstein retourne à Vienne en août 1919, épuisé physiquement et mentalement. Il décide deux choses : s'inscrire à l'école normale pour devenir instituteur ; et se débarrasser de sa fortune. Au regret de sa famille, il divise l'argent entre ses frères et sœurs, en insistant pour que cet argent ne soit pas détenu par fiducie pour lui.
Ces bouleversements dans la vie de Wittgenstein, à la fin de sa première période et au commencement de sa seconde, le mènent à vivre une vie d'ascète. Son désintérêt pour l'argent est manifeste. Déjà, sept ans plus tôt, en 1913, il laissait sa part d'héritage à des artistes autrichiens et allemands d'avant-garde dont Rainer Maria Rilke et surtout Georg Trakl (qu'il préfère au premier). Il a le sentiment que donner de l'argent aux pauvres ne pourrait que les corrompre, alors qu'il ne ferait pas de mal aux riches.

### 1920-1928: la vie après leTractatus
Considérant à l'époque avoir achevé son travail de clarification avec le Tractatus, Wittgenstein retourne en Autriche et devient instituteur. Il est façonné aux méthodes du mouvement de réforme scolaire autrichien dont la conception de l'éducation est essentiellement liée à des motifs sociaux et politiques. Cette réforme repose sur la stimulation de la curiosité naturelle des enfants et le développement de leur autonomie de jugement, plutôt que sur la sollicitation de leur seule mémoire. Ces principes d'éducation l'enthousiasment, cependant Emmanuel Halais explique que Wittgenstein n’en était pas moins en désaccord pour des raisons de caractère, et pour des raisons morales ; que pour Wittgenstein « si une éducation réussie peut avoir pour conséquence une élévation des conditions sociales, ce ne peut être le but direct de l'éducation » ; il doit affronter de nombreuses difficultés à leur mise en pratique dans sa classe des villages de Trattenbach, Puchberg am Schneeberg et Otterthal.

#### Postes d'enseignant en Autriche
Au cours de l'été 1920, Wittgenstein travaille comme jardinier dans un monastère. Il postule d'abord, sous un faux nom, à un poste d'enseignant à Reichenau, obtient le poste, mais le refuse lorsque son identité est découverte. Il souhaite ne pas être reconnu comme un membre de la famille Wittgenstein mais en tant qu'enseignant. À cela, son frère Paul écrit : 

« Il est hors de question, complètement hors de question, que quelqu'un portant notre nom et dont l'éducation élégante et douce se remarque de loin, ne soit pas identifié comme un membre de notre famille… Je n'ai pas besoin de vous dire qu'on ne peut ni simuler ni dissimuler quoi que ce soit, y compris une éducation raffinée. »

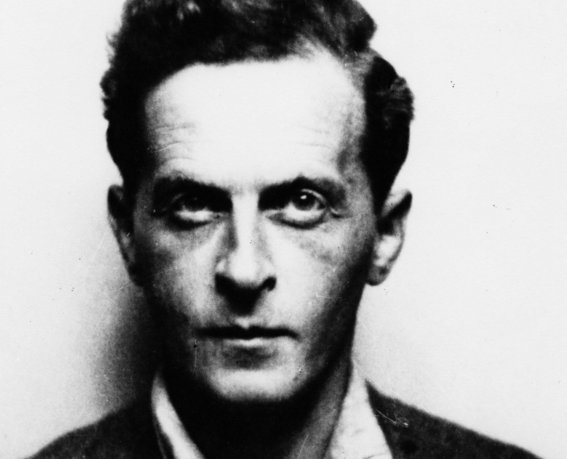
Photographie de Ludwig Wittgenstein alors instituteur, en 1922.

En 1920, Wittgenstein obtient son premier poste d'instituteur à Trattenbach, sous son vrai nom, dans un village isolé de quelques centaines d'habitants. Ses premières lettres le décrivent comme magnifique, mais en octobre 1921, il écrit à Russell : « Je suis toujours à Trattenbach, entouré, comme toujours, d'odieux et de bassesse. Je sais que les êtres humains, en moyenne, ne valent pas grand-chose n'importe où, mais ici, ils sont bien plus bons à rien et irresponsables qu'ailleurs ». Il est rapidement l'objet de rumeurs parmi les villageois, qui le trouvent pour le moins excentrique, d'autant plus qu'il ne s'entend pas bien avec les autres enseignants. Les élèves en difficulté sont chez Wittgenstein d'autant plus soumis à sa sévérité. Les deux premières heures de chaque journée étaient consacrées aux mathématiques, des heures dont Monk écrit que certains élèves se souvenaient des années plus tard avec horreur.

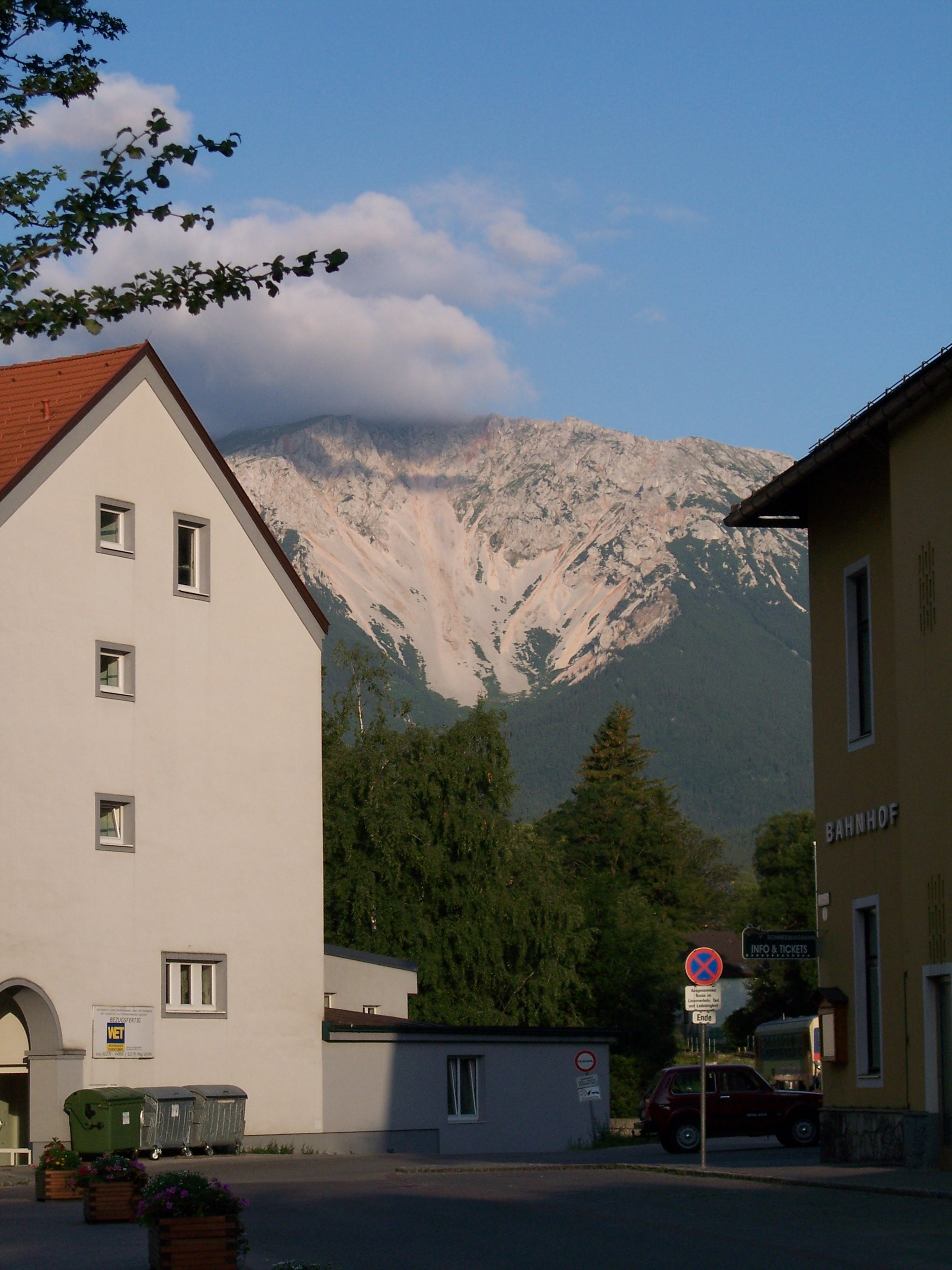
Frank P. Ramsey a rendu visite à Wittgenstein à Puchberg am Schneeberg en septembre 1923.

En septembre 1922, il s'installe dans une école secondaire dans une commune voisine, Hassbach, mais considère que les gens y sont tout aussi mauvais et part au bout d'un mois. En novembre, il commence à travailler dans une autre école primaire, cette fois à Puchberg dans les montagnes du Schneeberg. Là-bas, dit-il à Russell, les villageois sont « un quart animal et trois quarts humains ».

Le philosophe et logicien Frank Ramsey lui rend visite en septembre 1923 pour discuter du Tractatus, dont il a accepté d'écrire une critique pour Mind,. Il rapporte dans une lettre que Wittgenstein vit frugalement dans une minuscule chambre blanchie à la chaux qui ne peut contenir qu'un lit, un lavabo, une petite table et une petite chaise dure. Ramsey partage avec lui un repas du soir composé de pain grossier, de beurre et de cacao. Les heures de cours de Wittgenstein étaient de huit heures à midi ou une heure et il avait les après-midi libres. Après le retour de Ramsey à Cambridge, de vaines tentatives émergent parmi les amis de Wittgenstein pour le persuader de revenir à Cambridge. Il n'accepte par ailleurs aucune aide, même de la part de sa famille. Ramsey écrit à John Maynard Keynes : 

« [La famille de Wittgenstein] est très riche et souhaiterait lui donner de l'argent ou l'aider de tout autre manière et il refuse toutes leurs offres. […] Et cela parce qu'il ne veut pas avoir d'argent qu'il n'a pas gagné sauf pour des buts très précis, comme par exemple [sic] vous revoir. […] C'est vraiment désolant. »

#### L'incident Haidbauer à Otterthal

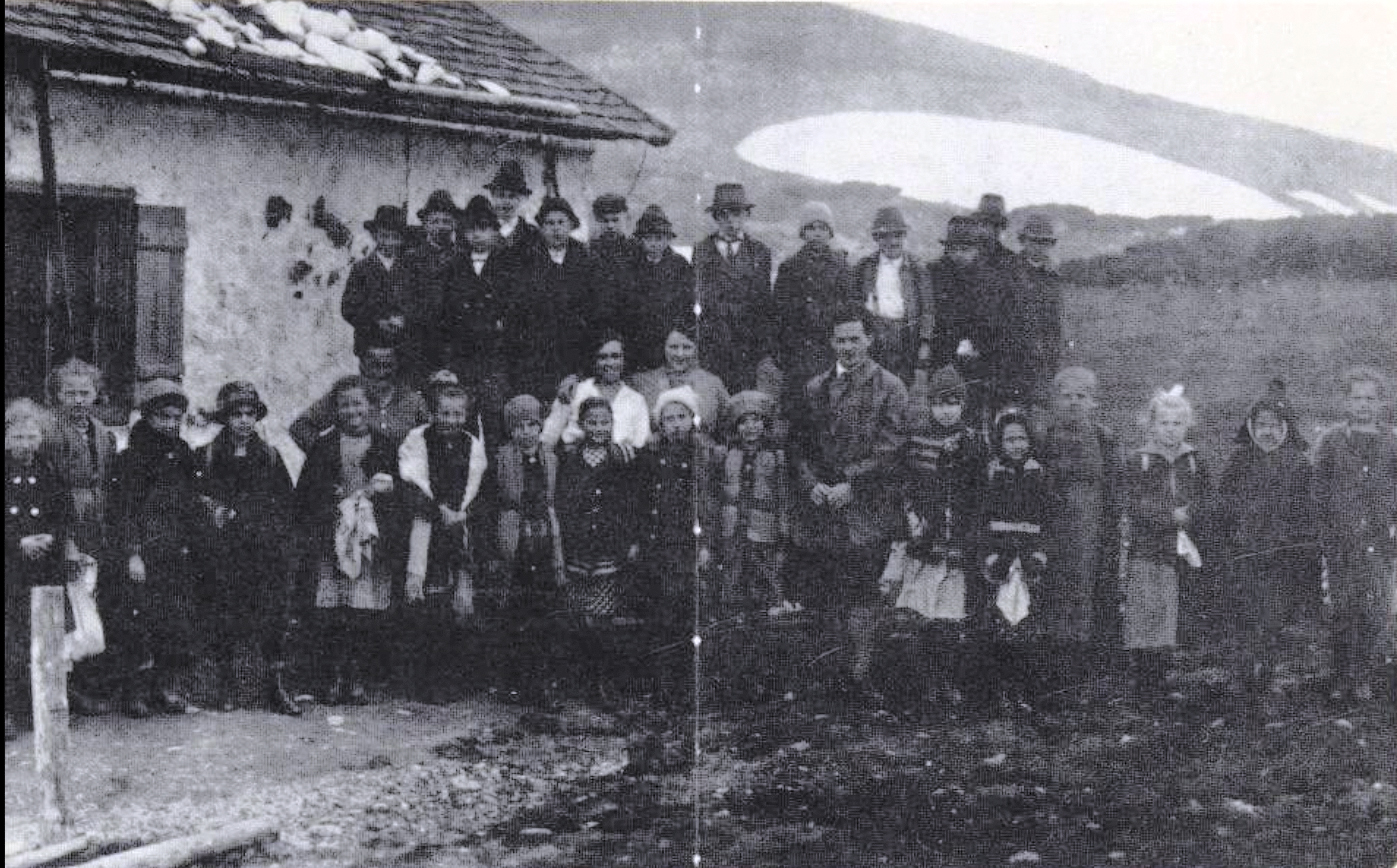
Photographie de Wittgenstein (septième en partant de la droite) et ses élèves, prise à Puchberg au printemps 1923.

Il change à nouveau d'école en septembre 1924, cette fois à Otterthal, près de Trattenbach. Wittgenstein y écrit alors un dictionnaire de prononciation et d'orthographe de 42 pages pour enfants, Wörterbuch für Volksschulen, publié à Vienne en 1926, le seul de ses livres en dehors du Tractatus qui a été publié de son vivant.
Un incident, dit d'Haidbauer, se produit en avril 1926. Josef Haidbauer est un élève de 11 ans dont le père est décédé et dont la mère travaille comme femme de ménage. Il apprenait selon Wittgenstein trop lentement, ce qui l'a un jour amené à le frapper deux ou trois fois à la tête, provoquant l'effondrement du jeune Josef. Wittgenstein l'a porté jusqu'au bureau du directeur, puis a rapidement quitté l'école.
Un villageois qui était alors présent a essayé de faire arrêter Wittgenstein le jour même, mais le poste de police était vide. Wittgenstein a disparu le lendemain. Des poursuites ont été engagées en mai et le juge a ordonné une expertise psychiatrique,. Dix ans plus tard, en 1936, Wittgenstein s'est présenté sans prévenir au village voulant se confesser personnellement et demander pardon aux enfants qu'il avait frappés.
Particulièrement déprimé tout au long de cette période, il démissionne en avril 1926 et retourne à Vienne avec un sentiment d'échec.

#### Maison Wittgenstein

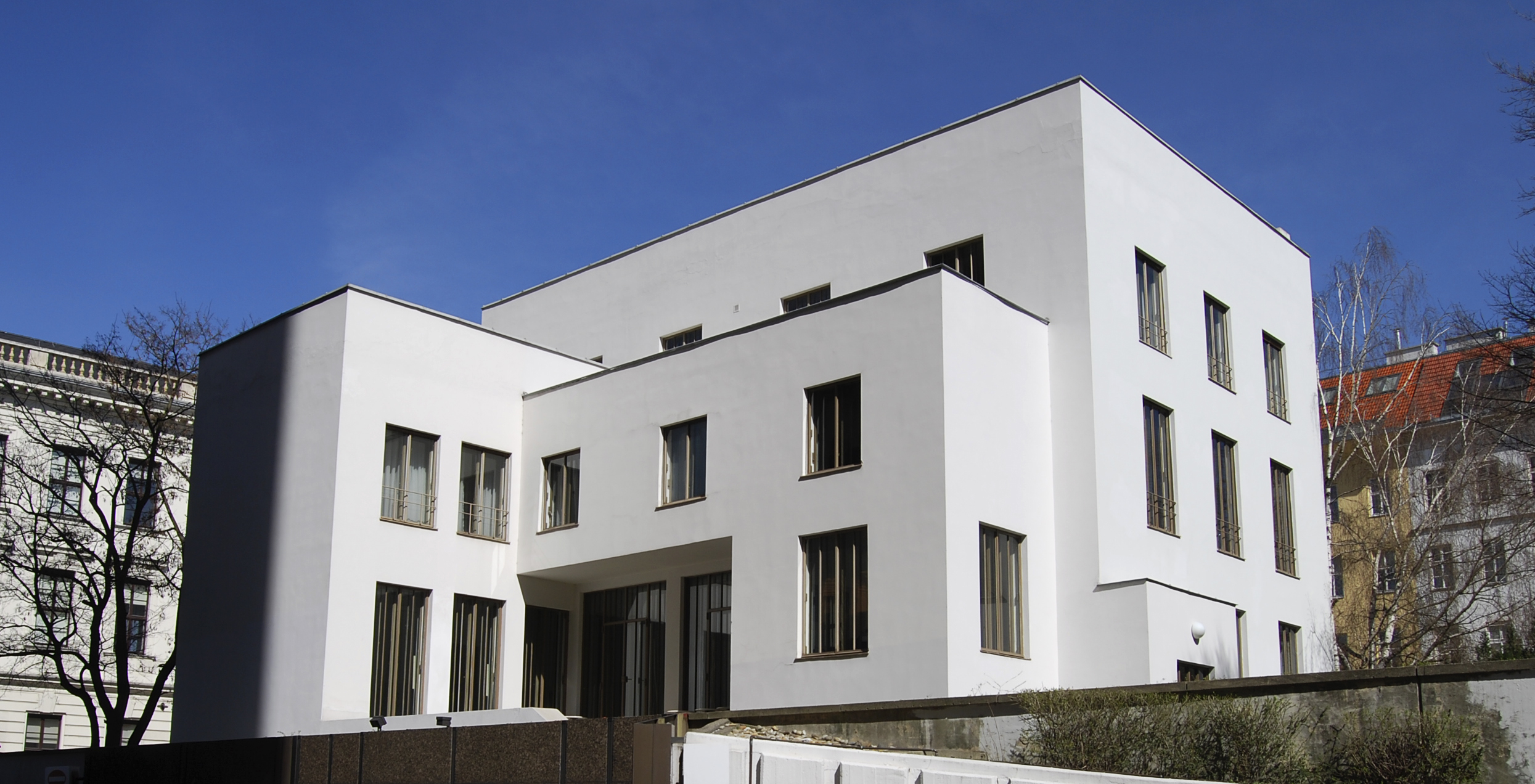
Wittgenstein a travaillé sur la maison Wittgenstein entre 1926 et 1929.

En 1926, il travaille ensuite comme assistant-jardinier d'un monastère près de Vienne. Il envisage de se faire moine et va jusqu'à se renseigner sur la façon de se joindre à l'ordre. Au cours d'un entretien, on lui indique qu'il ne trouverait pas ce qu'il cherchait dans la vie monastique.
Un premier événement contribue à sortir Wittgenstein de sa dépression ; c'est l'invitation en novembre 1925 de sa sœur Margaret (Gretl) Stoneborough à travailler avec l'architecte Paul Engelmann (qui était devenu un ami proche de Wittgenstein pendant la guerre) sur la conception et la construction de sa nouvelle maison. Ils construisent un bâtiment dans un style moderniste, inspiré des travaux d'Adolf Loos qu'ils admirent tous les deux beaucoup. Wittgenstein trouve le travail intellectuellement captivant et exténuant. Il se donne corps et âme dans l'absolue perfection de détails comme les poignées de portes et les radiateurs qui doivent être positionnés avec une parfaite exactitude pour assurer la symétrie des pièces,. Cette œuvre de l'architecture moderniste évoque quelques commentaires inspirés selon G. H. von Wright : ce dernier déclare que la maison possède la même « beauté statique » que le Tractatus. Selon le biographe et philosophe Ray Monk, l'intransigeance de Wittgenstein à atteindre à nouveau la perfection, non plus en logique, mais en architecture, comme il la cherchait aussi en reproduisant des bustes de la statuaire grecque, lui redonne le goût de la recherche et de la pensée pure. La Haus Wittgenstein est vendue par la famille en 1968 et est aujourd'hui le centre culturel de Bulgarie.
Wittgenstein précise que « ma maison pour Gretl est le produit d'une finesse d'oreille incontestable, de bonnes manières, l'expression d'une grande compréhension… Mais la vie originaire, la vie sauvage, qui voudrait se déchaîner, est absente. On pourrait donc dire également qu'il lui manque la santé »,. Monk commente que l'on pourrait dire la même chose de la sculpture en terre cuite, techniquement excellente mais austère, que Wittgenstein a modelée sur Marguerite Respinger en 1926 et que, comme Russell l'a remarqué, cette « vie sauvage qui s'efforce d'éclater » est précisément la substance de l'œuvre philosophique de Wittgenstein.

#### Le Cercle de Vienne
Le second événement, qui contribue à sortir Wittgenstein de sa dépression, survient vers la fin de son travail sur la maison, quand il est contacté par Moritz Schlick, l'un des chefs de file du tout nouveau Cercle de Vienne. Le néopositivisme viennois était considérablement influencé par le Tractatus et bien que Schlick ne parvînt pas à y traîner Wittgenstein, ils eurent un certain nombre de discussions philosophiques avec la participation d'autres membres du cercle, notamment Friedrich Waismann. Wittgenstein se sentait souvent gêné par ces rencontres. Il avait le sentiment que Schlick et ses collègues faisaient des contresens fondamentaux à propos du Tractatus et il finit par refuser toute discussion sur le sujet. La majorité des désaccords concernaient l'importance de la vie religieuse et mystique, Wittgenstein considérant ces questions comme une sorte de foi inexprimable, tandis que les positivistes les trouvaient inutiles.
Durant certaines de ces rencontres, Wittgenstein leur tourne le dos et leur lit de la poésie, notamment des poèmes de Rabindranath Tagore, peut-être pour bien leur faire comprendre que, pour lui, ce qui n’est pas dans le Tractatus est plus important que ce qui y est. Quoi qu'il en soit, les contacts avec le Cercle de Vienne stimulent l'intellect de Wittgenstein et réveillent son intérêt pour la philosophie. Il rencontre également Frank Ramsey, un jeune philosophe des mathématiques qui vient plusieurs fois de Cambridge pour rencontrer Wittgenstein et le Cercle de Vienne. Au cours de ses discussions avec Ramsey et le Cercle de Vienne, Wittgenstein commence à s’interroger sur son travail et envisage la possibilité que le Tractatus comporte une grave erreur, ce qui marque le début de sa seconde carrière de philosophe et l'occupe pour le reste de sa vie.
Dans son autobiographie, Rudolf Carnap décrit Wittgenstein comme le penseur l'ayant le plus influencé : 

« Son point de vue et son attitude envers les gens et les problèmes, y compris les problèmes théoriques, étaient bien plus proches de ceux d’un artiste que d’un scientifique ; on pourrait presque dire, semblables à ceux d’un prophète ou d’un voyant. […] Quand la réponse jaillissait enfin, parfois après un long et pénible effort, elle se trouvait là, devant nous, comme une œuvre d’art récemment créée ou une révélation divine. […] nous avions l’impression que la compréhension lui venait comme par une inspiration divine et nous ne pouvions nous empêcher de penser que toute remarque ou analyse rationnelle serait une profanation. »

### 1929-1941: retour à Cambridge

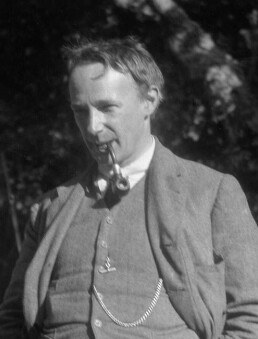
G. E. Moore (ci-dessus en 1914), membre du jury avec Russell de la thèse de Wittgenstein.

En 1929, Wittgenstein décide, sur les conseils de Frank Ramsey, ainsi que l'insistance de Russell et Moore, de retourner à Cambridge. Il est accueilli à la gare par une foule composée de quelques-uns des plus grands intellectuels d'Angleterre et réalise avec horreur qu'il est l'un des philosophes les plus célèbres au monde. Keynes écrit dans une lettre du 18 janvier 1929 à Lydia Lopokova : « Eh bien, Dieu est arrivé. Je suis allé le chercher au train de cinq heures et quart. »
Faute de diplôme et malgré sa notoriété, il ne peut travailler immédiatement à Cambridge et s'inscrit d'abord comme simple étudiant. Russell reconnaît rapidement son premier séjour comme suffisant et le presse d'utiliser le Tractatus comme thèse de doctorat, ce qu'il fait dans l'année. Russell et Moore font office de jury pour sa soutenance à l'issue de laquelle il leur tape familièrement sur l'épaule en déclarant : « Ne vous en faites pas, je sais que vous ne le comprendrez jamais. » Moore écrit dans son rapport de jury : « Mon avis personnel est que la thèse de M. Wittgenstein est une œuvre de génie, mais, ceci mis à part, elle atteint certainement le niveau requis pour l'obtention du grade de docteur en philosophie de Cambridge », . Wittgenstein est embauché comme assistant et devient membre du Trinity College.
Les sympathies politiques de Wittgenstein sont à cette époque plutôt à gauche et lorsqu'on l'interroge sur la théorie marxiste, il se déclare « communiste de cœur » et idéalise la vie des travailleurs. Rejoindre un parti politique est cependant contraire selon Wittgenstein aux devoirs du philosophe, il dissuade par exemple son ami Rhees à rejoindre le Parti communiste révolutionnaire. Pratiquer la philosophie, précise-t-il, implique de pouvoir changer de direction et de penser le communisme indifféremment des autres idéologies. Attiré par la description de la Russie soviétique dans l'ouvrage A Short View of Russia de Keynes, à la suite du voyage de ce dernier en 1925 dans ce pays, il envisage en 1934 d'émigrer en Union soviétique avec son meilleur ami et amant Francis Skinner. Ils prennent des leçons de russe et en 1935, Wittgenstein se rend à Saint-Pétersbourg (alors Leningrad) et Moscou, afin de voir s'il peut y trouver du travail. Un poste d'enseignant lui est proposé, mais il préfère un travail manuel et rentre trois semaines plus tard.

#### Vie sentimentale
Bien que Wittgenstein soit impliqué dans une relation avec Marguerite Respinger (1904-2000), jeune femme suisse amie de la famille, leur projet de mariage échoue en 1931 et il ne se marie jamais. Il existe un débat considérable sur l'intensité de la vie homosexuelle de Wittgenstein, inspiré par W.W. Bartley, III, qui affirme avoir trouvé des preuves de plusieurs liaisons passagères du philosophe quand il habitait Vienne. Quoi qu'il en soit, il reste clair que Wittgenstein a eu plusieurs relations homosexuelles durables, comprenant une passion platonique intense pour son ami de jeunesse David Pinsent, et à l'âge mûr des relations stables avec Francis Skinner et Ben Richards, beaucoup plus jeunes, ainsi que quelques coups de foudre non partagés.

#### Anschluss

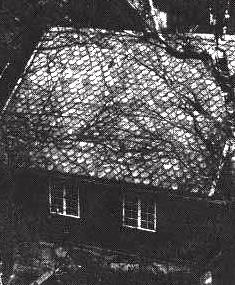
Photographie montrant la maison de Wittgenstein en Norvège, envoyée par Wittgenstein à G. E. Moore, octobre 1936.

De 1936 à 1937, Wittgenstein vit à nouveau en Norvège, laissant Skinner derrière lui. Il travaille sur les Investigations philosophiques. Au cours de l'hiver 1936-1937, il écrit une série de « confessions » à des amis proches, pour la plupart concernant de petites incartades sans gravité, afin de libérer sa conscience.
En 1938, il se rend en Irlande pour rendre visite à son ami Drury devenu psychiatre et envisage lui-même une telle formation, avec l'intention d'abandonner la philosophie pour celle-ci. La visite en Irlande est en même temps une réponse à l'invitation du Taoiseach irlandais de l'époque, Éamon de Valera, lui-même ancien professeur de mathématiques. De Valera espère que la présence de Wittgenstein contribue à la création du Dublin Institute for Advanced Studies.
Pendant son séjour, l'Allemagne procède à l'annexion de l'Autriche (l'Anschluss) ; le citoyen viennois Wittgenstein devient alors citoyen allemand et un Mischling du 2e degré, statut bâtard d'aryen/juif (du fait des origines juives de sa famille paternelle), dont le traitement était moins brutal que celui réservé aux Juifs. Il est « aryennisé » au terme d'une procédure spéciale. Cette reclassification de « Befreiung » a nécessité l'accord d'Hitler ; en 1939, il n'y eut que douze reclassifications pour 2 100 candidatures.
Après l'Anschluss, son frère Paul part presque immédiatement pour l'Angleterre, puis pour les États-Unis. Les nazis ont découvert sa relation avec Hilde Schania, une fille de brasseur avec qui il avait eu deux enfants sans l'avoir épousée – bien qu'il l'ait fait plus tard. Parce qu'elle n'est pas juive, il reçoit une assignation pour « Rassenschande » (honte raciale), en raison de l'interdiction d'union entre une personne juive et une non juive alors en vigueur. Son départ est si soudain et discret qu'on a cru un temps qu'il était le quatrième frère Wittgenstein à s'être suicidé. Après la guerre, en raison d'un conflit d'argent, Paul coupe tout contact avec Ludwig et ses sœurs. Il ne rend pas visite à Hermine qui est mourante à Vienne lorsqu'il y donne un récital et il n'a plus aucun contact avec Ludwig et Gretl.

#### Professeur de philosophie
En 1939, G. E. Moore démissionne et Wittgenstein obtient la chaire de philosophie de Cambridge. Il est naturalisé sujet britannique peu de temps après, le 12 avril 1939.
Norman Malcolm, alors chargé de recherche à Cambridge, décrit ses premières impressions ainsi que le programme de conférences de Wittgenstein :

« Bien que Wittgenstein donnât lui-même le nom de cours à ses séances, je ne suis pas tout à fait sûr que ce fut le terme qui convenait. […] Parfois cependant, comme il s'efforçait de poursuivre une idée et de la rendre plus claire, il interdisait, d'un mouvement de la main, toute autre question ou remarque. Il se produisait fréquemment des périodes de silence où Wittgenstein paraissait se parler à lui-même, tandis que l'assistance demeurait profondément attentive. Pendant ces périodes, Wittgenstein ne cessait de demeurer à la fois agité et tendu. Le visage austère aux traits mobiles, le regard concentré, les mains cherchant à saisir des objets imaginaires : on ne pouvait éviter d'être frappé du sérieux de cette attitude et de la tension intellectuelle qu'elle révélait. »

Après ses cours ou lors de périodes d'intenses réflexions philosophiques, Wittgenstein aime aller voir des westerns ou lire des romans policiers. Il les considère comme des « douches de l'esprit »,. Ce goût pour les récits populaires contraste avec ses préférences musicales, domaine où il considère toute musique postérieure à Brahms comme un symptôme de la décadence de la société.
À ce moment de sa vie, son point de vue sur les fondements des mathématiques a considérablement évolué. Plus tôt, il aurait considéré que la logique offrait un fondement solide. Il avait même envisagé de mettre à jour l'ouvrage de Russell et Whitehead, les Principia Mathematica. Désormais, il nie qu'il puisse y avoir un quelconque fait mathématique à découvrir ou que les énoncés mathématiques fussent vrais dans un sens réel. Les mathématiques expriment simplement le sens conventionnel de certains symboles. Il nie également que la contradiction puisse être fatale à un système mathématique. Il donne une série de conférences auxquelles Alan Turing assiste et qui sont le théâtre de débats vigoureux sur le sujet,.

### 1941-1947: Guy's Hospital
Pendant la Seconde Guerre mondiale, Wittgenstein quitte Cambridge et se porte volontaire pour servir dans un hôpital de Londres ainsi qu'au laboratoire de l’infirmerie royale Victoria.
En septembre 1941, il demande à John Ryle, frère du philosophe Gilbert Ryle, s'il peut obtenir un emploi manuel au Guy's Hospital de Londres – John Ryle est professeur de médecine à Cambridge et a participé à la préparation de l'hôpital Guy's contre la blitzkrieg. Wittgenstein commence à travailler à l'hôpital en tant que brancardier et dispense des médicaments dans les salles de soins, où il conseille d'ailleurs aux patients de ne pas les prendre.
Le personnel de l'hôpital n'est pas informé qu'il s'agit de l'un des philosophes les plus célèbres du monde, bien que certains membres du personnel médical l'aient reconnu et restent discrets. « Bon Dieu, ne dites à personne qui je suis ! » supplie Wittgenstein à l'un d'entre eux. Wittgenstein y rencontre ensuite les Docteurs Grant et Reeve qui travaillaient dans une unité dédiée au choc traumatique. Wittgenstein se joint à eux à la Royal Victoria Infirmary comme technicien et fait usage de ses compétences d’ingénierie en améliorant la préparation fine des pièces d’histochimie fixées par la paraffine. Il invente également un nouveau dispositif qui permet l'enregistrement de la pression pulsée et la recherche du pouls paradoxal.

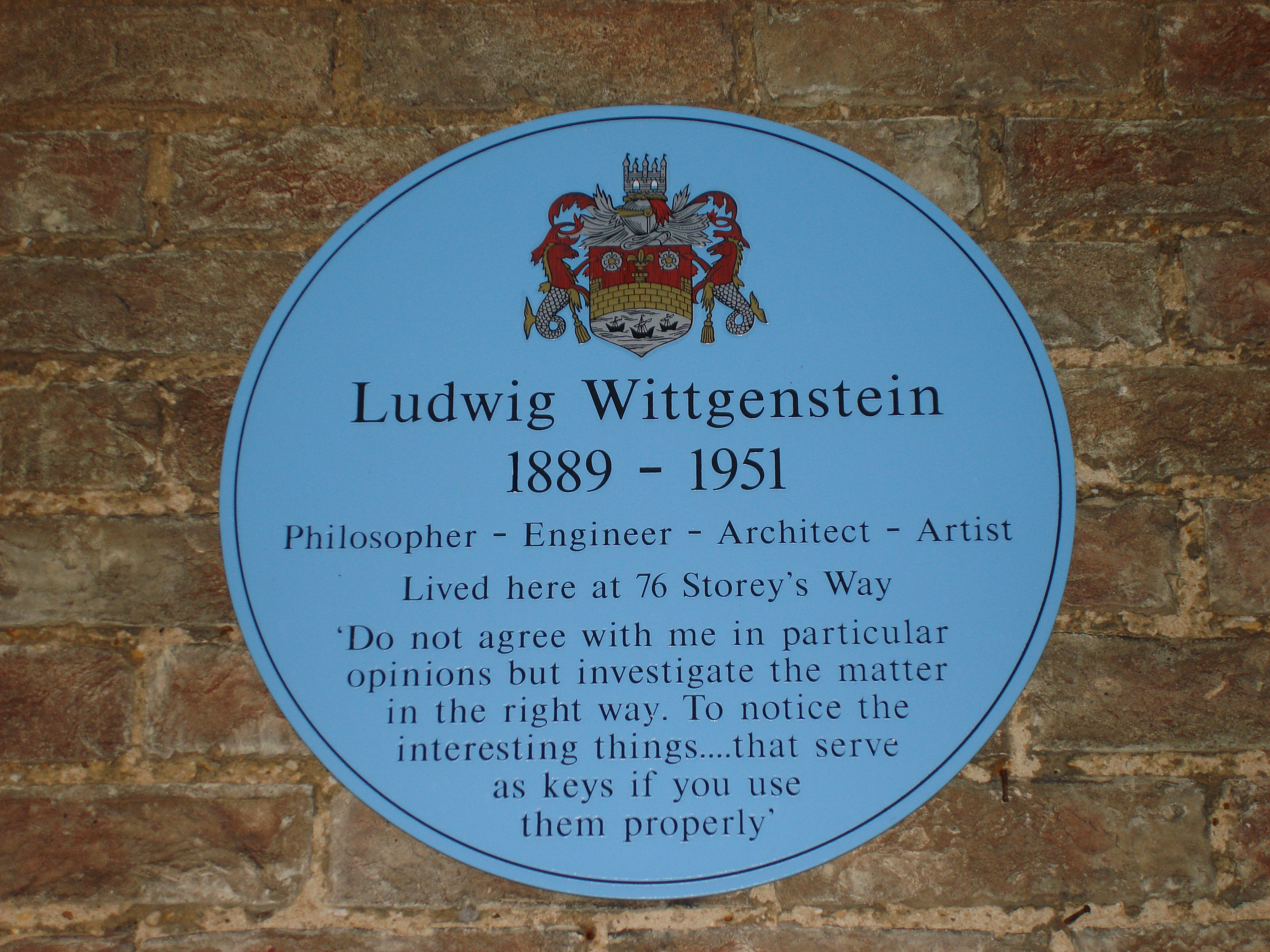
Philosophe, ingénieur, architecte, artiste.

Il enseigne par intermittence à Cambridge jusqu’en 1949 puis, désireux de se consacrer à l'écriture, il démissionne « avec un soulagement manifeste ». N'aimant pas la vie intellectuelle de Cambridge, il encourage plusieurs de ses étudiants à poursuivre des carrières non académiques. Wittgenstein reste néanmoins en contact avec le philosophe finlandais Georg Henrik von Wright, qui lui succède au poste de professeur à l'université de Cambridge.
Il écrit le 1er avril 1942 : 

« Je n'ai plus le moindre espoir pour le reste de ma vie. C'est comme si je n'avais plus devant moi qu'une longue étendue de mort vivante. Je ne peux pas imaginer de futur pour moi autre qu'épouvantable. Sans amis et sans joie. ».

### 1947-1951: dernières années

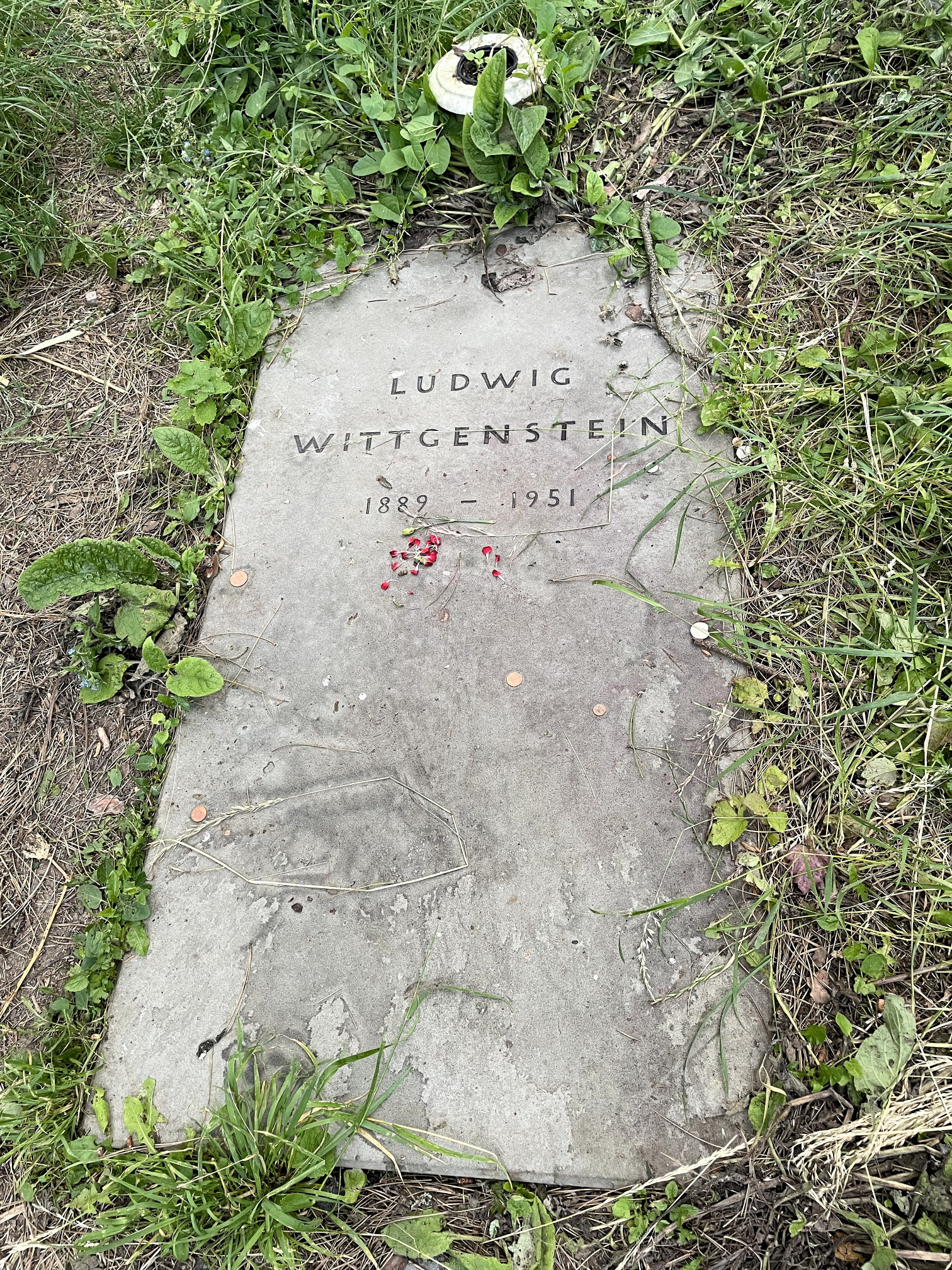
Tombe de Wittgenstein, à Cambridge.

Après sa démission de Cambridge, la majeure partie des travaux de Wittgenstein est écrite dans l'isolement de la campagne et notamment sur la côte ouest de l'Irlande. Il a écrit l'essentiel de ce qui sera publié après sa mort sous le titre Philosophische Untersuchungen, les Recherches philosophiques, quand en 1949 on lui diagnostique un cancer de la prostate. Cet ouvrage demeure la part la plus importante de son œuvre.
Il passe les deux dernières années de sa vie entre Vienne, Oxford et Cambridge tout en effectuant des voyages aux États-Unis et en Norvège. Son travail de l'époque s'inspire de ses conversations avec son ami et ancien étudiant Norman Malcolm pendant leurs longues vacances dans la maison de Malcolm aux États-Unis. Ils parlent du travail de Malcolm qui étudiait la réponse de G. E. Moore au scepticisme sur la question des objets de l'expérience sensible (objects of sense-experience). Ce travail est publié après la mort de Wittgenstein dans De la certitude.

#### Mort
Wittgenstein meurt à Cambridge en avril 1951. Treize jours avant de mourir, il écrit à Malcolm : « Il vient de m'arriver une chose extraordinaire. Depuis un mois je me suis soudainement trouvé en état de reprendre mes recherches et j'avais eu la certitude que cela ne pourrait jamais plus se produire à nouveau », . Ses dernières paroles rapportées furent les suivantes : « Dites-leur que cette vie a été pour moi merveilleuse. »

## Chronologie de l'œuvre
Dans le monde francophone, l'œuvre de Wittgenstein, traduite par Gilles Gaston Granger et Jean-Pierre Cometti, a principalement été étudiée par les Français Pierre Hadot, Jacques Bouveresse et Christiane Chauviré.
Les travaux de Wittgenstein sont couramment scindés en deux parties par ses commentateurs : le « premier Wittgenstein », qui correspond au Tractatus et le « second Wittgenstein », pour ses écrits philosophiques postérieurs à 1929.
La distinction conceptuelle des deux Wittgenstein, que l'on pensait à l'origine être clairement délimitée, a été revue et débattue à plusieurs reprises. La tendance étant, chez les auteurs francophones comme chez les anglo-saxons (avec par exemple James F. Conant et Cora Diamond), à une vision qui tend à la continuité plutôt qu'à une nette rupture philosophique. Il n'est de même pas clairement établi de période qui correspondrait à un « entre-deux » — la période du milieu s'étale en moyenne de 1920 aux années 1930, Wittgenstein retournant à Cambridge en 1929. Les travaux portant sur le Wittgenstein du milieu sont de plus en plus nombreux dans la mesure où les relations entre la pensée du Wittgenstein du début et celui de la fin prennent de l'ampleur dans la recherche sur Wittgenstein.

### LeTractatus logico-philosophicus

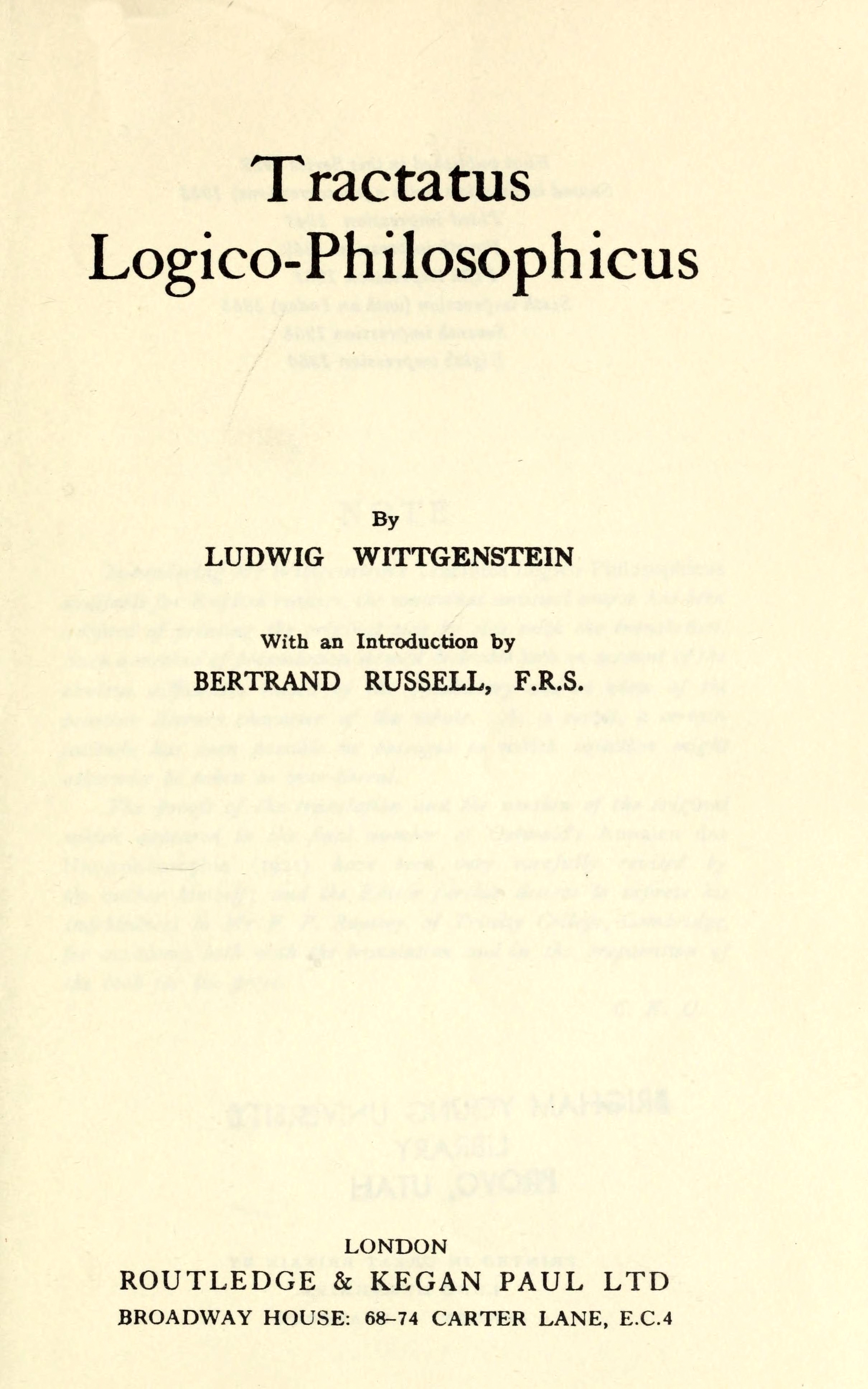
Page de titre du Tractatus logico-philosophicus, publié en 1922.

La première philosophie de Wittgenstein, incarnée dans les propositions du Tractatus logico-philosophicus, naît dans un contexte historiquement bouleversé et intellectuellement intense et difficile. Sa rédaction s'étale sur plusieurs années, de 1914 à 1922, année de sa publication ; et en grande partie pendant son engagement militaire volontaire sur le front. Le milieu intellectuel autrichien et allemand dans lequel évolua le jeune Wittgenstein a une influence sur sa pensée,.
L'auteur résume l'entreprise de son ouvrage dans son avant-propos : montrer que « ce qui peut être dit en général peut être dit clairement ; et sur ce dont on ne peut parler, on doit se taire ». La place que tient l'ineffable dans la première philosophie de Wittgenstein apparaît notamment dans la dernière proposition : « sur ce dont on ne peut parler, il faut garder le silence » et ainsi « ferme la boucle ouverte » de l'avant-propos, . C'est en cela que Wittgenstein écrit dans la préface du Tractatus qu'il croit avoir « résolu les problèmes de façon définitive ».
Toutes les propositions du Tractatus sont numérotées, les nombres décimaux qui y sont attachés indiquant leur poids logique ou leur importance dans l'exposition selon la seule note de Wittgenstein dans l'ouvrage. Les sept propositions principales du traité, au sens où elles ont un numéro à un seul chiffre, sont les suivantes :
1. – Le monde est tout ce qui a lieu.
2. – Ce qui a lieu, le fait, est la subsistance d'états de chose.
3. – L'image logique des faits est la pensée.
4. – La pensée est la proposition pourvue de sens.
5. – La proposition est une fonction de vérité des propositions élémentaires.
6. – La forme générale de la fonction de vérité est {\displaystyle [{\bar {p}},{\bar {\xi }},N({\bar {\xi }})]}. C'est la forme générale de la proposition.
7. – Sur ce dont on ne peut parler, il faut garder le silence.

McGuinness rapproche la structure du traité, divisé en sept sections, de celle de la création du monde en sept jours et Christiane Chauviré observe que l'ouvrage commence « en quelque sorte » par la Genèse (« Le monde est tout ce qui a lieu. » (1)) et se termine sur ce que Wittgenstein appelle le « mystique » (6.522) naissant de l'ineffable (« Sur ce dont on ne peut parler, il faut se taire. » (7)).

### Le Wittgenstein du milieu
Après la guerre et la profonde influence qu'elle eut sur Wittgenstein, ce dernier quitte le palais familial et ses conceptions philosophiques changent de nature : il procède à une sévère autocritique de sa première philosophie. Il passe alors quelques années, de 1920 à 1926 à instruire dans trois villages autrichiens de montagne. Après cet épisode dont le seul document écrit est un traité de vocabulaire, le Wörterbuch für Volkschulen, Wittgenstein rentre à Vienne et fréquente à quelques reprises le Cercle de Vienne à la demande de Moritz Schlick.
Les travaux ayant permis de situer le Wittgenstein du milieu sont les Quelques remarques sur la forme logique (1929), Conférence sur l'éthique (1929), les Remarques philosophiques (1929-1930), la Grammaire philosophique (1932-1933), le Grand Cahier (1933) et les Cahiers bleu et brun en 1933-1935. Les thèmes qui peuplent ces textes du milieu sont vastes et variés, certains renvoient à des sujets des première et seconde philosophies de Wittgenstein, d'autres semblent ne jamais réapparaitre. La phénoménologie, par exemple, est une préoccupation constante de Wittgenstein dans le Grand Cahier, bien que son rapport au Wittgenstein du Tractatus ou des Investigations soit discuté. Les mathématiques peuvent être considérées comme un autre point d'ancrage de l'investigation du Wittgenstein du milieu. En effet, bien qu'il soit clair que les mathématiques sont au centre du Tractatus, leurs considérations deviennent plus énigmatiques précisément dans la période intermédiaire.

### Recherches philosophiques

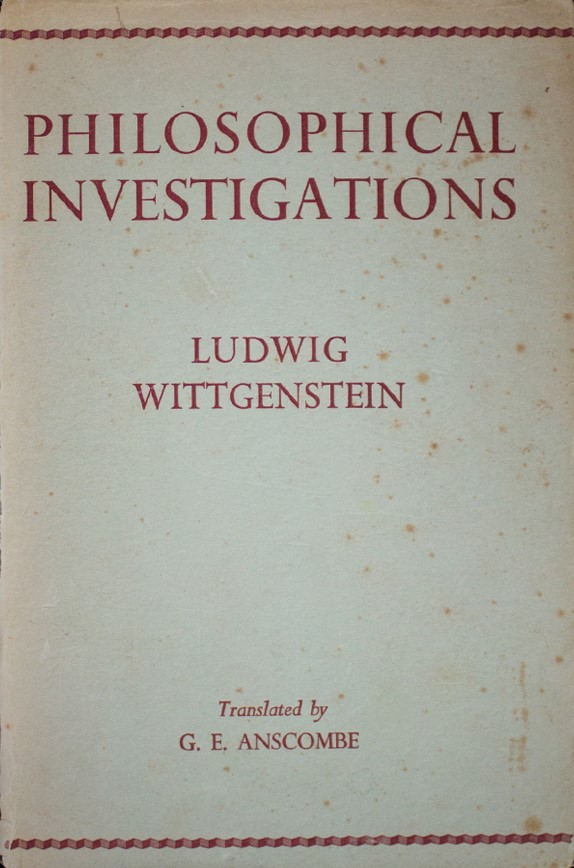
Page de couverture de la première édition anglaise des Investigations philosophiques publiée en 1953 (posthume), traduite par G. E. M. Anscombe.

Wittgenstein retrouve définitivement Cambridge en 1929, devient docteur en philosophie avec pour thèse son Tractatus logico-philosophicus et élabore à cette époque les prémisses d'une pensée neuve, couramment désignée comme sa « seconde philosophie ». La majeure partie de cette philosophie est exprimée dans les quelques livres publiés après sa mort, tels que ses Recherches philosophiques, les Cahiers bleu et brun, les cours donnés à Cambridge.
Les principales thèses développées lors de son retour à la philosophie doivent donc se comprendre comme des correctifs et compléments aux thèses du Tractatus. Wittgenstein lui-même, s'il a été très critique de sa première philosophie, voulait qu'il soit publié conjointement au Tractatus lors de l'essai de parution avorté des Recherches philosophiques. Dans le cas contraire, sa deuxième philosophie serait, comme le fut la première, incomprise,. Les oppositions philosophiques principales du Tractatus logico-philosophicus sont laissées intactes par le tournant grammatical que prend sa philosophie : d'une part s'opposent le dire et le montrer ; la volonté et la représentation d'autre part. Ces rapports se voient renforcés et développés dans l'ajout d'une grammaire à la syntaxe purement logique du Tractatus. L'opposition se perçoit à présent entre les règles qui dictent à cette grammaire les propositions usuelles. Cependant, Wittgenstein sera très critique de son « dogmatisme » (notamment dans son essai De la certitude), alors que c'était selon lui une des principales erreurs que pouvait commettre un philosophe. Le Tractatus se fondait sur l'hypothèse que le but de l'analyse logique était de découvrir les formes que peuvent prendre les propositions exprimées dans le langage. Le second Wittgenstein rejette l'idée d'un langage « unitaire et uniforme » : le déplacement majeur s'effectue donc du champ de la logique à la grammaire du langage ordinaire. Tout cela dans un style d'écriture philosophique toujours plus aphorique.

### Les styles
Wittgenstein cite Kürnberger en exergue du Tractatus :

« et tout ce que l’on sait, que l'on n'a pas seulement entendu comme un bruissement ou un grondement, se laisse dire en trois mots. »

— Kürnberger, Devise du Tractatus logico-philosophicus.
Cette devise, que Wittgenstein a probablement lu chez Karl Kraus,, est à l'image du caractère « bref » et « cadencé » du Tractatus logico-philosophicus.
Comme voulu par Wittgenstein, le Tractatus est aussi une œuvre d’art frappante par la concision incisive du langage, voire laconique, mais dont le rythme, la « cadence » elle-même lui donnent un style poétique.
Ce qui importe pour Ludwig Wittgenstein est autant l'apport de « vérités définitives » que la manière de les apporter. Le style dans l'œuvre Wittgenstein prendra une importance philosophique croissante avec le temps.

## La pensée de Wittgenstein
De par sa conception et sa pratique de la philosophie, Wittgenstein s'est distingué des usages académiques de son temps. Le Tractatus est la seule œuvre philosophique publiée de son vivant et ce fait s'explique selon Christiane Chauviré par son rapport « étrange » à l'institution universitaire qui lui sert « à la fois de refuge et de repoussoir ».
Dans le cas de Wittgenstein, il est délicat de dissocier l'homme du philosophe, « la vie fait partie de l'œuvre », note Chauviré. Pour lui, la philosophie n'est pas une discipline élaborant des thèses, des doctrines, mais une activité de critique du langage et de clarification des pensées,. Il déclinera cette activité de deux manières différentes généralement associées à deux périodes séparées par plusieurs années d'éloignement des milieux académiques.
Wittgenstein hérite de son travail avec Russell et se considère d'abord comme un logicien. De par sa conception de la logique du langage, le discours philosophique se trouve dépouillé de son contenu (4.003). En effet, pour lui, le domaine des propositions ayant un sens correspond à une logique des faits représentant le monde (6.432) et donc, soit on a un discours factuel et on est dans le registre des sciences de la nature, pas de la philosophie, soit on est dans des propositions non-factuelles telles que les jugements de valeur (éthique ou esthétique) ou de métaphysique (Dieu, le « Mystique ») et on a quitté le domaine du sens. La conséquence éthique en est qu'on ne peut énoncer de solution aux « problèmes de la vie » (6.52) qui sont pourtant toujours là.
Il s'éloigne alors de la philosophie tandis que son œuvre est prise comme une redéfinition importante de celle-ci, invitant à la poursuivre dans la direction des questions de langage ou comme auxiliaire des sciences de la nature (positivisme logique).
Les oppositions philosophiques principales du Tractatus logico-philosophicus sont laissées intactes par le tournant grammatical que prend sa philosophie : d'une part s'opposent le dire et le montrer ; la volonté et la représentation d'autre part. Ces rapports se voient renforcés et développés dans l'ajout d'une grammaire à la syntaxe purement logique du Tractatus. L'opposition se perçoit à présent entre les règles qui dictent à cette grammaire les propositions usuelles.
Le second Wittgenstein reste donc dans les limites qu'il a fixées mais abandonne l'examen du langage idéal de la logique pour se pencher sur les réalités humaines communes — comment notre langage se forme-t-il ? Le sens que portent les propositions est déterminé par leurs conditions de formation et d'énonciation, l'objet même de la philosophie devient plus pragmatiste avec une étude des constructions du sens par les usages dans la vie ordinaire, ce qui inspirera le courant de la philosophie du langage ordinaire.

### Ontologie: le monde et au-delà
« 1. – Le monde est tout ce qui a lieu.

2. – Ce qui a lieu, le fait, est la subsistance d'états de choses. »

— Tractatus logico-philosophicus.

#### Wittgenstein I: monde, faits, états de choses, objets, Je
Le premier aphorisme du Tractatus énonce le monde comme la totalité des faits. Le « monde » n'est pas un ensemble d'entités disjointes mais le système des faits, « ce qui a lieu », comme l'énoncera le deuxième aphorisme. Le monde lui-même n'est pas un fait, ni un objet, mais une totalité transcendante : un pseudo-concept qui se manifeste, et n'existe pas en fait.
L'aphorisme 2 précise la nature du fait et de l'entité (ou chose). La forme nécessaire du monde, unique lieu de nécessité, apparaît dans l'aphorisme 2.012 : « En logique, rien n'est accidentel : quand la chose se présente dans un état de choses, c'est que la possibilité de l'état de choses doit déjà être préjugée dans la chose. ». C'est donc les connexions internes entre faits qui sont nécessaires.
Le Tractatus opère une distinction ontologique entre les objets et les faits : on peut se référer aux objets ou les nommer, décrire les faits ou les énoncer, mais non décrire ou énoncer les objets, ni se référer aux faits ou les nommer. Les faits sont, avec la deuxième proposition principale du Tractatus des états de choses. Enfin, les faits sont constitués des composantes irréductibles de la proposition : les objets. Un objet est en dernière analyse seulement défini par son existence : « La simplicité de l'objet consiste en ce qu'il est nommable. »
L'introduction des faits permet une distinction fondamentale concernant le lieu du sens, qui ne peut dès lors s’exprimer que dans les faits  : « Seuls des faits peuvent exprimer un sens, une classe de noms ne le peut pas. » (3.142). Ainsi le rôle de la logique est de donner une représentation de ces objets, leur donner une forme logique. Ils sont en eux-mêmes « sans couleur » (2.0232).

Cependant, en regard notamment de ses Carnets de l'époque de rédaction du Tractatus, les questions qu'il souhaite résoudre ne pourront avoir pour seul outil la critique du langage :

« Le grand problème autour duquel tourne ma pensée et au sujet duquel j'écris, c'est : y a-t-il a priori un ordre dans la nature et s'il y en a un, en quoi consiste-t-il ? »

— Carnets 1914-1916, écrits I, §144.

##### Je oumonmonde
Doter de sens une proposition nécessite un sujet qui pense, ou du moins qui se la représente. Si le statut de la proposition et les conditions de son expression sont largement traitées dans le Tractatus, ce que Wittgenstein dit de la place du sujet dans le monde et de sa nature n'est jamais systématique. Les interprétations des commentateurs à ce sujet sont variées. Wittgenstein se contente de montrer que le sujet (psychologique) ne peut pas exister en un certain sens, et doit exister en un autre (métaphysique). Ces deux conceptions sont exposées dans le Tractatus :
- l'« âme » ou « sujet » dont parle la psychologie est renvoyée à un composé de pensées, composition qui en fait une non-chose (Unding) (5.5421) sans simplicité unitaire. Comme Hume, Wittgenstein s'oppose ici à l'idée d'un Moi substantiel, d'un Sujet pensant, une chose persistante qui contiendrait les idées, la connaissance, etc. et lui oppose un complexe de faits variables[245]. « Il n’y a pas de sujet pensant, se représentant » (5.631) ;
- le « je philosophique » ou « sujet métaphysique », le « vrai » sujet, qui est simple, sujet transcendantal, condition de possibilité a priori de mes représentations, se tenant à la marge du monde, de l'expérience, comme l'œil est à la marge du champ visuel, condition de la vue mais invisible, donc un Je non-objectivable, qui échappe à toute description : « Ce qui est condition de possibilité de toute expérience ne doit pas pouvoir être expérimenté […]. C'est bien pour préserver le caractère a priori et nécessaire du Je comme centre du monde que Wittgenstein est amené à lui dénier toute épaisseur et toute consistance “ mondaine ”[246]. »

Wittgenstein note dès 1916 dans ses Carnets que « le Je n'est pas un objet » et nécessite un traitement autre qu'objectif. S'il est correct que mes pensées, mes volitions, mes états physiologiques existent dans le monde, il est faux pour l'auteur du Tractatus qu'un sujet de mes pensées et représentations existe. Cependant face au « je sais que le monde existe », Wittgenstein avance l'existence du sujet — philosophique ou métaphysique :

« 5.641. – […] Le Moi philosophique n'est pas l'homme, n'est pas le corps humain, ou l'âme humaine, dont s'occupe la psychologie, mais le sujet métaphysique, la limite du monde — et non une partie du monde. »

Sans lien avec la psychologie, le moi de Wittgenstein apparaît comme un point à la limite de mon monde. Il semble la condition de possibilité a priori de mes représentations d'où s’effectue la projection de la réalité dans le langage : le sujet ne pense pas mais voit. Pour prendre l'analogie anatomique de Wittgenstein, le sujet n'est pas plus dans le monde que l'œil n’est dans le champ visuel,. Savoir dans quelle mesure un tel sujet existe ou n'existe pas n'a pour Wittgenstein aucun sens : s'il existe, ce dernier est hors des frontières du pensable et donc inatteignable. Conjointement au rôle du moi, se pose la question du solipsisme, problématique difficile à saisir car « d'épais brouillards de langage se tiennent autour » selon le philosophe. De fait, la définition du concept par Wittgenstein n'est pas arrêtée, et le philosophe David Favrholdt note que sa discussion dans le Tractatus porte plus sur ce que « le solipsisme veut dire » plutôt que sur son contenu. Le solipsisme est au même titre que la nature du sujet une question hors d'atteinte par le langage,. 

« Ce que le solipsisme […] veut dire est tout à fait correct, seulement cela ne peut se dire, cela se montre (5.62). »

 Le sujet métaphysique est solipsiste (5.62) : jamais je ne peux exprimer autre chose que mon monde, « les limites de mon langage sont les limites de mon monde » (5.6). Mais, paradoxalement, ce solipsisme « coïncide avec le réalisme pur » (5.64) dès lors que le sujet métaphysique est sans extension, sans intériorité, sans pensées, : ce monde dont il est condition nécessaire n'est pas en lui, n'est pas une idée dans un esprit, il est extériorité conditionnée, réalité coordonnée à partir de ce point qu'est le sujet métaphysique (5.64), point à partir duquel s'effectue la « projection » de la réalité dans le langage,

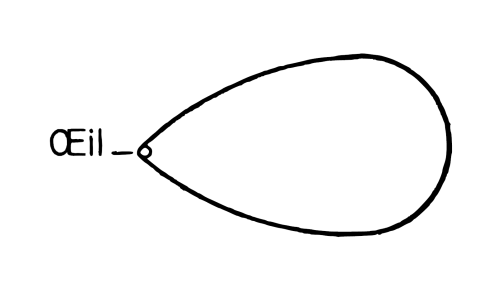
Schéma accompagnant la proposition 5.6331 du Tractatus logico-philosophicus, laquelle est que « Le champ visuel n'a pas en fait une telle forme ». En effet, l'œil ne fait pas partie du champ visuel.

Outre ce rôle logique de coordination, on peut remarquer que la notion intervient entre l'analyse de la proposition et les considérations éthiques du Tractatus. Le sujet métaphysique peut être vu comme source de valeurs, lesquelles ne sont pas dans le monde. Comme le sujet métaphysique, l'éthique est transcendantale (6.421) et ne se laisse pas énoncer, décrire.

#### Wittgenstein II: les formes de vie
Après le tournant grammatical, Wittgenstein laisse l'« ordre des matières » du Tractatus pour l'« ordre d'argumentation », avance Gilles Gaston Granger. Il s'agit dans les Recherches philosophiques de décrire le fonctionnement du langage et de la pensée en acte, et non plus d'énoncer l'ontologie et les règles de représentation du monde. Pour cela, Wittgenstein cristallise l'aspect matériel du langage dans le concept des formes de vie. Celles-ci désignent les types d'activités humaines structurées par des règles différentes (un peu comme des jeux de société). À chaque forme de vie correspond un jeu de langage, c'est-à-dire une façon d'utiliser le langage dans une certaine perspective et selon certaines règles qui déterminent le sens des mots. Les problèmes philosophiques proviennent de confusions et d'interférences entre des jeux de langage différents.

### Sémantique: image, pensée, conditions et limites du sens
« 3. – L'image logique des faits est la pensée.

4. – La pensée est la proposition pourvue de sens. »

— Tractatus logico-philosophicus.
Wittgenstein poursuit sa démarche logico-philosophique de délimitation du dicible et de l'indicible en cherchant la forme logique des objets et du réel.
Par quels moyens la logique arrive-t-elle à cette figuration de la réalité ? Par combinaison des propositions élémentaires jusqu'ici décrites de l'atomisme logique auquel Wittgenstein adhère à cette époque, après Russell, son professeur à Cambridge. La proposition (en allemand der Satz) élémentaire est un agencement de noms : elle forme alors un fait et un signe,.
- En tant que fait, donc porteur de sens (« Seuls des faits peuvent exprimer un sens, une classe de noms ne le peut pas. » (3.142)), elle appartient au monde – qui n'est rien d'autre que « la totalité des faits » (1.1).
- En tant que signe, elle appartient à la représentation même du fait : la proposition comporte plus que l'agrégat de mots dont elle est composée, à l'inverse de ce qu'énonce le Begriffsschrift de Gottlob Frege. C'est cette structure interne de la proposition qui lui donne un sens, Wittgenstein donne l'image d'un « tableau vivant »[240].

En résumé, l'état de choses est une possibilité de la substance (autrement dit de ce qui existe) et est composé d'objets. Cet état peut être représenté par une proposition, qui représente donc la connexion entre l'être et l'image. L'opposition entre dire et montrer, développée ci-dessous, prend forme dans les deux processus disjoints suivants :
- Le fait de nomination, c'est-à-dire la représentation sans pensée des objets par un symbole,
- Le fait de décrire, donner une image (ou un tableau, une représentation) signifiant les liaisons d'objets au moyen d'une proposition.

Enfin, la pensée (Gedanke) s'ajoute aux rapports entre le langage et le monde ; elle est introduite dans les aphorismes « 3. – L'image logique des faits est la pensée. » et « 4. – La pensée est la proposition pourvue de sens ». Sans la pensée, l'image serait en mesure de représenter sa propre forme de représentation, ce qui n’est pas le cas (2.171-2.174). La pensée est « le souffle qui anime la proposition »,.

#### Dire et montrer
Wittgenstein peut alors déterminer ce qui peut être dit (Sagen) et montré (Zeigen). Un objet ne peut être dit ; seuls les faits et états de choses peuvent l'être. Le sens technique de dire est pour Wittgenstein de dépeindre le fait ou l'état de choses, à la manière d'une image partageant la même forme logique. Ici apparaît le double fonctionnement du langage, en ce que la proposition montre en même temps que de dire le fait — la structure commune du fait à l'image. « En disant un fait, la proposition en montre un autre, qu'elle montre par le fait de dire », explique Christiane Chauviré. Ce faisant, Wittgenstein rompt avec la théorie des types de Bertrand Russell et par avance avec la Syntaxe logique du langage de Rudolf Carnap.
La théorie picturale du langage du Tractatus est fondée sur le concept de projection. On retrouve l'influence des études mathématiques et d'ingénierie du jeune Ludwig : c'est la projection qui assure l'effectivité de la représentation du fait et de l'image. Il précise dans le Tractatus que « la méthode de projection est la pensée du sens de la proposition. » (3.11).
Pour Wittgenstein, les images font partie du monde, ce sont elles-mêmes des faits. Une illustration simple de cette idée peut être donnée en pensant à une photographie ou à une carte topographique. Les photographies et les cartes sont dans le monde et ce sont bien des images au sens wittgensteinien : on peut établir une correspondance projective point à point avec la carte d'une ville et la ville réelle. L'image est donc un « modèle de la réalité; une miniature, empruntée à la réalité elle-même » (2.12).

#### Conditions du sens

##### Wittgenstein I: la représentation
Les images appartiennent à la catégorie des propositions dotées de sens (sinnvoll). Cela les distingue des deux autres catégories : les propositions éthiques sont par exemple hors du sens (sinnloss), les propositions mathématiques tautologiques sont elles dénuées de sens (unsinnig). En effet, Chauviré précise qu'« exprimer une pensée ou une proposition, montrer son sens, présenter une situation possible sont une seule et même chose ». Wittgenstein n'attribue ni valeur de vérité ni de fausseté à la représentation par l'image ; celle-ci désigne indépendamment de son adéquation à ce qui existe. L'image logique d'un fait, à savoir la pensée (Gedanke), ne peut pas dépasser la limite tracée à l'intérieur du langage. Ce qui est situé au-delà est seulement du non-sens,. Au sens de Wittgenstein, seul est pensable ce que nous pouvons nous figurer. Il y a isomorphie entre le représentant et le représenté. Cette isomorphie ne doit pas être prise en un sens « concret » : avoir la même forme ne signifie pas ressembler. Ce qui permet de dire que deux choses ont la même forme c'est qu'on puisse établir une correspondance entre chacun des éléments de ces deux choses.
Une proposition est donc pourvue de sens pour le premier Wittgenstein si et seulement si elle représente un fait qui existe dans l'espace logique : situé dans les limites de mon langage, donc de mon monde (5.6). L'irréel ne peut donc pas être représenté, seul le possible est pensable et réciproquement : « La pensée contient la possibilité des situations qu'elle pense. Ce qui est pensable est aussi possible. » (3.02).

##### Wittgenstein II: l'usage

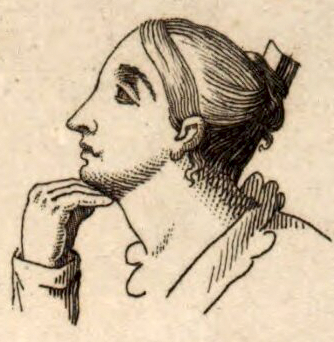
Illustration de Gaetano Gigante. Sraffa, remercié dans la préface des Recherches,, aurait joué un rôle déterminant en se passant les doigts sous le menton, dans un geste napolitain de scepticisme que la conception iconique du langage dans le Tractatus ne pouvait expliquer, demandant à Wittgenstein : c'est quoi la forme logique de ça ?,.

Le Tractatus se fondait sur l'hypothèse que le but de l'analyse logique était de découvrir les formes que peuvent prendre les propositions exprimées dans le langage. Le changement de perspective principal de la seconde philosophie de Wittgenstein est celui de la signification, dont la nature ontologique devient grammaticale. Le sens d'une proposition, ou d'un état de faits, est déterminé par l'expérience donc par la grammaire qui en résulte : « Le sens d'un mot est son usage. » (Recherches philosophiques, 43). Le second Wittgenstein remet ainsi en question la conception orthodoxe de la signification, laquelle désigne un effet d'extérieur à la proposition qui lui conférerait un sens,.
Dès 1933, Wittgenstein s'est efforcé dans le Cahier bleu de remettre en question ces conceptions, arrivant à la conclusion que « si nous devions nommer quelque chose qui soit la vie du signe, nous devrions dire que c'est son usage » (Cahier Bleu, 4). Au contraire, lorsqu'il étudie le sens d'un mot, le philosophe doit « regarder et voir » la variété des usages auxquels ce dernier est soumis. Donner le sens d'un mot, c'est la description de son usage.
Chercher une définition délimitée, restrictive, de la signification semble donc vain : elle est tantôt règle, usage, ou expérience. Cette nouvelle perspective porte sur les cas particuliers et non plus sur les généralisations. Le jeu de langage permet d'aborder la multiplicité des usages, leur caractère mouvant.

#### Limites du sens: le dicible et l'indicible
Le Tractatus est présenté par Wittgenstein comme un ouvrage de délimitation : il y expose les critères du sens et dans quels cas ces critères ne sont pas remplis. Tout ne peut en effet être dit de façon sensée, il y a pour Wittgenstein une limite à l'expression des pensées. L'auteur soutient que le domaine de ce qui peut être dit et celui du sens se recoupent. Essayer d'exprimer l'indicible dans la langue n'amène qu'à un discours insensé.
Wittgenstein commence par montrer que les disciplines normatives traditionnelles (la logique, l'éthique et l'esthétique) ne sont pas descriptives de l'objet ou de la vie, mais seulement énonciatives d'une volonté de donner une forme à cette dernière. Les discours éthique et esthétique sont bien vecteurs de sens, dans la mesure où ils affectent les choses du monde en elles-mêmes indifférentes : « Le monde est en lui-même éthiquement et esthétiquement indifférent. »

Le langage est limité, dans la mesure où l'existence d'un métalangage est impossible :

« La limite de la langue se montre dans l'impossibilité de décrire le fait qui correspond à une proposition (qui est sa traduction) sans justement répéter la proposition. »

### Syntaxe: langage et grammaire
« 5. – La proposition est une fonction de vérité des propositions élémentaires.

6. – La forme générale de la fonction de vérité est {\displaystyle [{\bar {p}},{\bar {\xi }},N({\bar {\xi }})]}. C'est la forme générale de la proposition. »

— Tractatus logico-philosophicus.
.

#### Wittgenstein I: formaliser la logique
Initialement, Wittgenstein considère la logique comme langage premier, position qu'il abandonnera ensuite. Son statut transcendantal (6.13) devrait impliquer qu'on ne puisse rien en dire au sein du langage et pourtant le Tractatus parle de sa formalisation dans un dialogue critique avec Russell et Frege.
Dans un effort d'épuration, Wittgenstein s'efforce de renvoyer la logique à une mécanique d'inférence n'ayant pas besoin d'appel à l'intuition de vérités premières. Il se distingue ainsi des formalisation axiomatiques, toutes les propositions étant d'égale légitimité (6.1224). Il met en valeur les principes de combinaisons de signes conformes à la syntaxe et de procédures de preuve avec tables de vérité (4.31) et conditions de vérité (4.431) qui sont aujourd'hui un élément standard du calcul des propositions.

##### Éléments de langage
De manière générale, la formalisation reprend les principes de l'atomisme logique et fournit les bases pour un calcul propositionnel et une esquisse de calcul des prédicats. Devant refléter le monde (6.13), elle en reprend des éléments structurels : aux trois niveaux objet/état de chose/fait correspondent noms/propositions élémentaires/propositions complexes.
L'interprétation algébrique de la proposition élémentaire comme fonction et argument (3.318) et l'idéographie (3.325) comme système de signes univoques sont repris de Frege et Russell. Mais Wittgenstein rejette les objets idéaux de Frege : son « idée fondamentale » est que « les “constantes logiques” ne tiennent lieu de rien » (4.0312), c'est-à-dire qu'elles ne représentent pas des objets logiques et notamment, il récuse la thèse faisant du Vrai et du Faux des objets logiques abstraits que dénoteraient les propositions.

#### Syntaxe: règles d'usage
La « syntaxe logique » ou « grammaire logique » (3.325) doit donner des règles d'usage des signes, compréhensibles d'elles-mêmes, dès lors que l'on sait ce que dénote chaque signe (3.334). Foncièrement la syntaxe ne doit pas faire référence aux significations des éléments, elle doit se contenter de montrer leur fonctionnement. Le Tractatus rejette ici la théorie des types de Russell qui implique un système de métalangage chargé d'expliciter la signification de signes hors de la simple présentation de leur usage formel (3.332). De manière plus générale, il rejette l'idée qu'une fonction logique puisse se prendre pour argument ce qui lui permet d'éviter le paradoxe de Russell (3.333).

#### Usages: analyse des propositions, opérations et preuve
Par l'analyse des propositions, leur décomposition « atomique », on doit parvenir à la même structure que la réalité, la montrer. En fin d'analyse, les propositions doivent être logiquement indépendantes les unes des autres exprimant ainsi leur caractère élémentaire (5.134).
La tautologie prend avec Wittgenstein le sens logique communément accepté aujourd'hui et devient un élément central rendant superflu l'appel à des « lois de la déduction » (5.132). Elle est apparentée à une procédure de preuves (6.126) et joue un rôle important dans la déduction qui finalement ne sert qu'à voir des tautologies (6.1262) : si un argument est formellement valide, la conjonction des prémisses est logiquement équivalente à la conclusion et cela se voit dans une table de vérité. La logique de preuve se rapproche ainsi de la déduction naturelle de Getzen avec une conception opérationnelle de la conséquence. L'important est dans les opérations du calcul logique fondée sur une combinatoire de possibilités de vérité (4.27) permettant de déterminer les fonctions de vérité et donc les tables de vérité.
Finalement, la logique est un langage formel devant mettre en ordre des possibilités, celles-ci étant ses faits (2.0121), pour qu'apparaissent des relations nécessaires correspondant à la forme commune entre image du monde et monde réel. Elle doit le faire autant que possible d'elle-même, dans l'autonomie d'un langage coextensif à un monde.

#### Wittgenstein II: pragmatisme et langage ordinaire

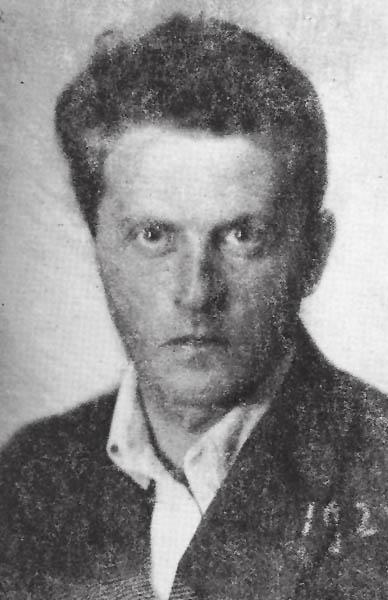
Ludwig Wittgenstein, photographié en 1925.

Les principales thèses développées lors du retour à la philosophie de Wittgenstein doivent se comprendre comme des correctifs et compléments aux thèses du Tractatus. Parmi elles figurent les suivantes :
- Il existe une grammaire du sens, ou grammaire philosophique, dont les règles gouvernent l'emploi des mots et s'ajoutent aux règles logiques[299],[300].
- La notion de signification qui était réaliste chez le premier Wittgenstein connaît un tournant pluraliste, contextualiste, pragmatique et enfin conventionnaliste. Les sens des mots et du discours sont sensibles au contexte et s'établissent grâce à l'ensemble des règles fixées par la grammaire des jeux de langages[301].

##### Grammaire
Le concept de grammaire selon Wittgenstein dépasse son aspect syntaxique ordinaire : « la grammaire est à la fois l'ensemble des règles gouvernant l'usage effectif d'une expression et la façon concrète dont elle est utilisée », résume Christiane Chauviré. Les couleurs sont d'un usage récurrent dans la philosophie de Wittgenstein. Il écrira Remarques sur les couleurs vers la fin de sa vie. Par exemple, le concept oxymorique de « rouge verdâtre » ne devrait pas être acceptée par la grammaire. Des règles, rarement explicites, permettent, par opposition aux propositions du Tractatus, de déterminer ce qui est un fait. Ces règles ne sont pas dictées par une réalité. Elles sont uniquement le fruit de l'expérience des conditions de vérification de la réalité.

##### Jeux de langage et airs de famille
La vision du langage unitaire du Tractatus qui aspirait à un modèle indépassable de la réalité, est pour le second Wittgenstein dépassée dès le début des Recherches philosophiques. Les règles auxquelles est soumis le langage sont anthropologiques et Wittgenstein se donne d'abord pour tâche d'analyser ce qui rapproche les différents parlers a priori fragmentés : ce sont les airs de famille ; ensuite d'étudier les règles qui régissent l'état de la langue et son effectivité : ce sont les jeux de langage.
Le « jeu de langage » est d'abord décrit dans le Cahier bleu comme une « forme primitive du langage » (RP, §7), enfantine et naturelle. C'est comme une comptine d'enfant apprise à l'école maternelle, qui intègre le sens des mots par l'usage,. Le second Wittgenstein déplace plus tard, dans les Recherches, sa vision du concept : l'enfant n'est plus apprenti dans un environnement langagier établi et vaste dont les formes et règles lui apparaissent au fur et à mesure. Il est lui-même maître du jeu, n'apprenant qu'une partie du langage par analogie et ressemblance. Le concept de jeu de langage désigne alors l'ensemble des pratiques linguistiques et leurs relations en contexte.
Les jeux de langages présentés dans les Recherches philosophiques « cristallisent l'abandon de l'atomisme logique du Tractatus ». Les règles a priori autonomes, qui structurent la forme que prend le langage ordinaire, remettent en question l'irréductibilité et l'indépendance logique des propositions atomiques. À la manière du jeu d'échecs : les pièces n'ont indépendamment aucune signification et seules les règles du jeu confèrent à la pratique et aux pièces une réalité,. Apprendre à jouer aux échecs, comme apprendre à parler, suppose un savoir et une praxis : Wittgenstein utilise le terme d'Abrichtung (dressage).

Entre ces jeux de langages se perçoivent des analogies, celles-ci se regroupent en familles. Il n'est par définition pas possible de donner une définition exhaustive du concept de jeu, elle ne peut être que monstrative, ou encore ostentatoire. Ces ressemblances sont décrites dans les Recherches philosophiques comme suit :

« Je ne puis caractériser mieux ces analogies que par le mot : « air de famille », car c’est de la sorte que s’entrecroisent et s’enveloppent les unes sur les autres les différentes ressemblances qui existent entre les différents membres d’une famille ; la taille, les traits du visage, la couleur des yeux, la démarche, le tempérament, etc. et je disais : les « jeux » constituent une famille. ».

|  |

L'articulation des jeux et de leurs familles opère le déplacement fondamental suivant : les instruments qui assurent le rapport du langage à la réalité ne sont plus du côté du représenté (l'ontologie du Tractatus attribue la condition de sens à l'éternité des objets), mais du côté de la représentation.

#### Comment «suivre une règle»?
Wittgenstein nie qu'il existe une manière de suivre une règle qu'imposent ces jeux de langages. Pour illustrer cette difficulté, disons être soumis au jeu de langage consistant à suivre une flèche. La règle à laquelle nous sommes soumis est entièrement dépendante de l'interprétation que nous en faisons. Le jeu de langage semble pouvoir se passer de l'existence conceptuelle de cette règle. Être en accord ou désaccord avec une règle n'a de fait plus de sens. Aux yeux de Wittgenstein, il faut repousser cette idée de contrainte qui ne correspond à rien de réel. Les Recherches répondent à cela que la compréhension de la signification n'est pas en soi une interprétation. La signification est usage en tant qu'elle se fonde sur l'habitude et la coutume ; elle est une règle en tant que ces habitudes admettent une justification. S'établit entre la règle et l'usage une connexion qui s'effectue dans la grammaire — Chauviré parle de connexion interne (c’est-à-dire qu’il est impossible de penser l’une sans l’autre). Celle-ci dépasse toute connexion empirique et c'est elle qui pousse à croire que la règle contient a priori toutes ses applications ; le sens d'un mot est l'ensemble de ses significations.
Quelle différence alors entre la règle et l'usage ? Le second Wittgenstein précise que la différence est certes modale (la règle est une nécessité là où l'usage est un fait) mais réside surtout dans la dicibilité de chacune : la règle doit être énoncée pour exister, l'usage se satisfait de l'absence de formulation.

#### L'expérience du langage privé
Pour saisir comment l'individu saisit une règle, comment cette dernière interagit et évolue, Wittgenstein propose entre autres l'expérience d'un langage privé. Y aurait-il un sens à être le seul détenteur d'un langage ? Les questions d'usage et d'établissement des jeux de langage et des règles en seraient alors considérablement simplifiées. Wittgenstein affirme par l'expérience de pensée du langage privé qu'il ne pourra jamais exister une telle conception de la signification.
Ce concept n'apparaît pas d'un bloc dans les Recherches mais en réseaux d'arguments concentrés dans les paragraphes 243 au 258 — comme souvent avec Wittgenstein, ce sont les « petites différences, que nous tenons généralement pour des détails insignifiants et négligeables, qui font toute la différence. »
Un tel langage serait logiquement privé : pratiqué par un seul locuteur, sans personne avec qui il pourrait converser ; à usage personnel et le locuteur serait le seul à intérioriser les règles du langage ; et observable et imitable par un autre individu potentiel, par mimétisme ou description ostensive. Par conséquent un tel langage serait uniquement composé de correspondances symboliques à mes sensations internes : ce que je désigne par « rouge* » ne désigne pas la couleur rouge mais la sensation de rouge. De même, un « mal de ventre* » désigne non l'altération que mon corps ressent potentiellement mais l'impression qu'il procure.
L'établissement de la signification des termes de mon langage doit alors être effectué sans aucun objet externe ni comportement corporel propre et ne reposer sur aucun mot ayant déjà une signification. Ainsi un tel langage serait une correspondance de certains symboles propres de mon langage privé à certaines de mes sensations : Wittgenstein entend montrer qu'une telle description ostensive privée est une impossibilité logique.
En substance, l'impossibilité d'un tel langage s'explique par le fait que les signes de la langue ne peuvent fonctionner que s'il existe une possibilité de juger de la justesse de leur utilisation : « ainsi l'usage d'un mot tient à condition d'une justification que tout le monde comprend. » (Recherches philosophiques, 261).

À l'inverse, un langage public est tout à fait réalisable (et réalisé avec les langages naturels), l'enfant apprend les significations des termes par ostentations, il s'accommode et comprend les règles et les jeux de langages qui l'entourent. J.-J. Rosat en donne une illustration dans La cérémonie inutile :

« D'abord, pris isolément, mon geste de pointer du doigt pourrait avoir n'importe quel sens et désigner n'importe quoi d'autre que l'espèce « cormoran » : il pourrait désigner une classe plus large (celles des oiseaux), un individu déterminé, une couleur, une forme, etc. Mon geste d'ostension ne fixera un sens déterminé à « cormoran » que si l'enfant sait en quelque sorte déjà à l'avance dans quelle catégorie grammaticale faire entrer le mot. Une définition ostensive ne peut exister qu'à l'intérieur du langage. ».

Deux objections émergent alors des Recherches et montrent l'impossibilité d'un tel langage :
1. Si j'essaye de pointer l'objet auquel je veux me référer, cela impliquerait l'existence d'un arrière-plan permettant la transformation de l'acte de montrer en l'instauration d'une règle : chose impossible dans le cadre d'un langage privé. Ainsi, la question de savoir ce que je vise est indécidable dans ce langage : le langage ne peut se pointer lui-même.
2. Wittgenstein rapporte l'expérience de pensée du « carnet privé » : j'essaye de répertorier dans un carnet par un symbole, disons « S », les occurrences d'une sensation qui se répète. Qu'est-ce qui me permet d'être sûr que les sensations correspondantes aux différents « S » écrits se correspondent ? Puisque aucune règle ne peut s'établir sur ce langage, aucun critère ne me permet de répondre à cette question ; et la correction de l'usage du terme « S » n'a pas de sens[326].

L'utilisation ultérieure de l'expérience du langage privé n'a pas d'application précise dans la pensée de Wittgenstein. Des commentateurs font valoir ce dernier dans les questions contemporaines liées au solipsisme et au scepticisme ; celles des relations entre subjectivité et intersubjectivité ; celles des rapports du langage à la signification et à la communication.

### Mathématiques
La philosophie des mathématiques de Wittgenstein est un des aspects les plus négligés de sa pensée. Or plus de la moitié de ses écrits entre 1929 et 1944 sont pourtant dédiés aux mathématiques et Wittgenstein écrira lui-même que sa « principale contribution a été en philosophie des mathématiques »,. Les commentateurs suggèrent que cela est dû d'une part à sa réticence à entrer dans les détails techniques et à se limiter à des exemples très simples ; d'autre part au fait que Wittgenstein n'apporte pas « sa » solution au problème des fondements des mathématiques mais montre plutôt qu'un tel problème n'a pas de raison d'être.
Par sa critique du langage, Wittgenstein montrait comment des questions sans objet pouvaient naître en philosophie. Il poursuit ce travail en interrogeant la vision platonicienne des mathématiques qui les font indûment apparaître comme une science d'observation traitant d'objets abstraits mais réels. Ainsi ni le Tractatus ni ses écrits ultérieurs n'ont proposé de « théorie » ni de « philosophie » mathématique consistante. Son geste consiste d'abord à montrer aux philosophes que les mathématiques peuvent être vues de telle sorte que « s'évanouissent aussi bien la préoccupation fondatrice à l'égard des mathématiques, en particulier le souci philosophique général de s'assurer définitivement de ce qui est et de ce que l'on ne peut en connaître ». Trois mouvements de pensée qui traversent les XIXe et XXe siècles en philosophie des mathématiques inspirent la pensée de Ludwig Wittgenstein :
- Du logicisme, Wittgenstein retient que la logique et les mathématiques sont le cadre formel nécessaire à tout discours a priori ayant prétention de vérité.
- Du formalisme, le concept de « jeu » qui traverse toute sa seconde philosophie : l'accord tacite des règles avec lesquels les mathématiciens jouent sans la considération d'une supra-réalité mathématique.
- De l'intuitionnisme enfin, que les mathématiques sont d'abord une activité humaine qui n'a d'autre réalité que celle que lui donne l'homme[334].

#### Le statut de la proposition mathématique dans leTractatus
La première philosophie de Wittgenstein présente la science des mathématiques comme un jeu formel et syntaxique. De plus, la valeur de vérité d'une proposition peut toujours être vue comme fonction de ses propositions atomiques, soumises aux règles du calcul des propositions,. La proposition mathématique, telle qu'une égalité ou plus généralement une suite d'énoncés logiques cohérente, est dénuée de sens :

« 6.2 – La mathématique est une méthode logique. 
Les propositions de la mathématique sont des équations, et par conséquent des pseudo-propositions. »

Par conséquent, Wittgenstein peut écrire que « 6.21 – La proposition de la mathématique n'exprime aucune pensée. » Un théorème a donc le même statut logique qu'une tautologie, et « [sa] démonstration n'est qu'un auxiliaire mécanique pour reconnaître plus aisément une tautologie quand elle est compliquée. » (6.1262). En particulier, les tautologies et les contradictions ne représentent pas la réalité ou des états de choses possibles ou des faits possibles (4.462). La vision formaliste de la mathématique est maintenue par Wittgenstein jusqu'à sa mort en 1951.

#### Wittgenstein du milieu et le formalisme finitiste
« Les mathématiques sont un phénomène anthropologique. »

— Remarques sur les fondements des mathématiques.
À cette période, Wittgenstein adopte une vision anthropologique du formalisme, selon laquelle « nous faisons des mathématiques » (Remarques philosophiques (abrégées RP), 159). Le mathématicien invente des calculs mathématiques purement formels, des axiomes « stipulés » (RP, 202), des règles syntaxiques de transformation et des procédures de décision qui nous permettent d'inventer la « vérité mathématique » et la « fausseté mathématique ». Parallèlement, Wittgenstein développe une philosophie finitiste des mathématiques et rejette les extensions mathématiques infinies, la quantification non bornée en mathématiques, ou encore de différentes cardinalités infinies,.
Une expression n'est une proposition mathématique significative que si nous connaissons une procédure de décision applicable pour la décider (GP, 400).

#### Le non-interventionnisme du second Wittgenstein
Wittgenstein conserve le point de vue anthropologique des mathématiques durant toute sa seconde philosophie, et ses propos sur les mathématiques illustrent sa position philosophique qui ne transforme pas le monde mais tente de l'élucider. Le philosophe n'a pas à intervenir dans la pratique mathématique qui « doit prendre soin d'elle-même », et ne peut ni ne doit essayer de fonder les mathématiques.
À titre d'exemple, le platonisme est pour Wittgenstein trompeur parce qu'il suggère une préexistence, donc une découverte des entités mathématiques. Wittgenstein ne cherche cependant pas à réfuter le platonisme. Son objectif est plutôt de clarifier ce qu'est le platonisme et ce qu'il dit, implicitement et explicitement. Le platonisme est soit « un simple truisme », soit une image consistant en « une infinité de mondes obscurs » qui, en tant que telle, manque d'utilité parce qu'elle n'explique rien et qu'elle induit souvent en erreur le mathématicien,.

### Les valeurs: éthique et esthétique

#### Wittgenstein I et le silence
Longtemps mise de côté (notamment par les milieux tels que le Cercle de Vienne), la dimension morale du Tractatus est pourtant pour Wittgenstein « la signification de mon livre. En effet, mon livre trace les limites de l'éthique pour ainsi dire de l'intérieur. » L'ouvrage s'adresse aux artistes et intellectuels viennois tels que Karl Kraus, Adolf Loos, ou Fritz Mauthner, plutôt qu'à Frege et Russell. La volonté de réunir éthique et esthétique, but que poursuit le Tractatus, précise Christiane Chauviré, est de fait commune à tous ces intellectuels.

Le traité de Wittgenstein se conclut sur le célèbre aphorisme « Sur ce dont on ne peut parler, il faut se taire. » (7), injonction éthique au silence, ou à la recherche d'autres formes d'expression telles que l'art selon Christiane Chauviré. Le philosophe n'est pas paralysé, dans la mesure où il peut essayer de montrer ce qu'il veut dire. Wittgenstein note dans l'avant-propos du Tractatus que « ce livre ne sera peut-être compris que par qui aura déjà pensé lui-même les pensées qui s'y trouvent exprimées — ou du moins des pensées semblables. » L'intention du Tractatus est éthique, et de montrer la voie d'une vie bonne :

« 6.54 – Mes propositions sont des éclaircissements en ceci que celui qui me comprend les reconnaît à la fin comme dépourvues de sens, lorsque par leur moyen — en passant sur elles — il les a surmontées. (Il doit pour ainsi dire jeter l’échelle après y être monté.)
Il faut dépasser ces propositions pour voir correctement le monde. »

Ce silence, Wittgenstein l'appliquera après la publication du Tractatus en 1921. La création artistique sera architecturale pour deux années, pendant lesquelles Wittgenstein établira les plans très détaillés de la maison que sa sœur Margarethe demanda à Paul Engelmann, l'élève de l'architecte Loos. Pour Wittgenstein, « l'architecture éternise et magnifie quelque chose. C'est pourquoi il ne peut y avoir d'architecture là où il n'y a rien à magnifier. »
L'œuvre d'art autant que la fin qu'elle exprime est ainsi moyen d'expression : l'œuvre dit et montre à la fois. Chauviré précise que Wittgenstein concède à l'art moins un « caractère autoréférentiel » qu'une autonomie sémantique : « Si la phrase musicale ne dit rien d'autre qu'elle même, c'est qu'elle s'autocontient au sens où en elle « l'exprimable [est] inexplicablement contenu dans ce qui est exprimé » ». Puisque « le monde est », il se montre directement et il n'y a pas de dimension angélique à l'ineffable wittgensteinien : ni médiateur ni messager entre le monde visible et la mystique.

##### L'erreur des esthètes
Les philosophes et esthéticiens ont pensé pouvoir mettre à la portée du langage la possibilité d'un propos éthique ou esthétique sensé. De ce fait, il est courant que l'on considère l'impression « indescriptible » d'une expérience esthétique comme lourde de sens. Cette prétention à saisir l'indescriptible est pour Wittgenstein une illusion de la posture philosophique : le vécu est descriptible et l'expérience éthique ou esthétique n'en diffère pas. Ces notions ne peuvent qu'être montrées pour Wittgenstein. Nombre de ses Remarques mêlées portent sur les conditions d'expression et d'évaluation de l'art : « Il est difficile en art de dire quelque chose d'aussi bon que… ne rien dire. »
Énoncer un fait significatif sur le monde, c'est exprimer un état de choses possible et donc nécessairement circonscrit par les limites du langage. Les limites du monde ne sont pas limites en extension, mais limites de la factualité. Ainsi, il ne peut rien avoir de réel en dehors du monde ni de proposition portant sur une réalité plus vaste. À l'extérieur de ces limites se situent le « sens » et la « valeur ».

Cette solution négative revêt en fait un contenu positif pour Wittgenstein. L'ensemble des réponses possibles, ce qui est dicible, « fait signe » vers les limites du monde. Elles permettent une délimitation des frontières de celui-ci en représentant clairement le dicible. Il précise dans une lettre adressée à l'éditeur du Tractatus Ludwig von Ficker :

« L'intention du livre est éthique. […] Mon œuvre comprend deux parties: celle qui est présentée, plus tout ce que je n'ai pas écrit. Et c'est précisément la seconde qui importe. Mon livre trace les limites de l'éthique en quelque sorte de l'intérieur et je suis convaincu que c'est la seule façon rigoureuse de les tracer. »

 L'éthique et l'esthétique sont, au même titre que les mathématiques, un « phénomène anthropologique » qui n'a pas de réalité essentielle. Donner raison à un fait éthique ne peut que se fonder sur les règles humaines établies par l'usage. Les raisons que je donne pour justifier la beauté d'une œuvre, la justesse d'une action morale, ou une démonstration mathématique obéissent elles-mêmes à mon état « civil » et ne sont révélatrices que « de la manière dont nous pensons et vivons » — et Wittgenstein évacue ainsi l'existence de cause ; il n'y a pas de causalité entre les différents faits qui composent le monde.

#### Wittgenstein II
Si Wittgenstein aborde peu les thèmes de l'éthique et de l'esthétique dans son œuvre avant 1929 et sa Conférence sur l'éthique, ainsi que ses Leçons et Conversations sur l'esthétique, la psychologie et la croyance religieuse, ils sont pourtant toujours associés dès les Carnets et le Tractatus. Ce qui lie plus précisément ces deux notions aux sujets a priori, la beauté et le bien, c'est notre incapacité à en parler. Wittgenstein entreprend de mettre une fois pour toutes hors d'atteinte ces notions ; tous les livres sur l'éthique ou l'esthétique n'ont été que « verbiages ».
Ces deux concepts sont compris dans l'élément mystique introduit par Wittgenstein. On retrouve la combinaison usuelle d'une apostase et d'une mystique non-théiste, dans laquelle les deux seules divinités sont le monde et moi.
L'éthique occupe en ce sens la « place vraiment importante » dans sa philosophie, comme il l'écrit à la fin du Tractatus logico-philosophicus : « 6.42 — Il est clair que l'éthique ne se laisse pas énoncer. L'éthique est transcendantale (éthique et esthétique sont une seule et même chose.) » L'attitude philosophique de Wittgenstein peut être qualifiée d'artistique, sans contradiction avec la rigueur qui traverse son œuvre philosophique. La musique joue pour lui un rôle central et il fait sien le commentaire de Schopenhauer : « La musique est un monde en elle-même »,. C'est, avec Nietzsche, une caractéristique partagée par les antiphilosophes tels que définis par Alain Badiou.

##### L'expérience éthique
Il n'existe pas pour Wittgenstein de système éthique privilégié ni de moyen absolu de les comparer entre eux. Et s'il y a une éthique, il ne peut avoir de « savoir-vivre » correspondant. Seul rendre compte de notre expérience esth/étique est possible. Wittgenstein considère que le geste est aussi monstratif qu'une description de cette expérience : opposer l'un à l'autre serait aller dans le sens du « mythe de l'indescriptible ». Essayant de répondre à la question « décrivez l'arôme du café » dans ses Recherches philosophiques, §610, Wittgenstein insiste sur la nécessité de se satisfaire du langage :

« Ces tons expriment quelque-chose de superbe, mais je ne sais quoi. Ces tons sont un geste puissant, mais je ne puis en donner aucune explication. […] les mots nous manquent. Pourquoi alors ne pas les introduire ? Quel devrait être le cas pour que nous puissions le faire ? ».

La seule indication que donne Wittgenstein sur ce que pourrait être une constante éthique dans la vie des hommes est d'être heureux : « la vie heureuse se justifie elle-même. » Mais essayer de démontrer quoi que ce soit quant au bien-fondé d'une vie heureuse ou non est vain. Le sens de la vie, la vie harmonieuse ou encore la vie heureuse sont des concepts ne décrivant aucun état de choses et par conséquent dénués de sens. Avoir résolu le problème de la vie pour Wittgenstein, c'est avoir cessé de se poser le problème. Dans la mesure où il considère la seule possibilité réelle d’affranchissement dans le réel et l'éternité dans la vie présente, l'« éthique » de Wittgenstein se rapproche de l'immanence du donné développée par celle de Spinoza.
Dans sa Conférence sur l'éthique, Wittgenstein donne comme exemple d'expérience éthique monstrative trois instances personnelles. Le premier et le plus important, l'« étonnement devant le monde qui existe ». L'existence du monde n'est pas un fait et ne désigne rien ; ressentir cette expérience est tout ce que l'on peut faire. Les deux autres sont moins importantes en ce qu'elles découlent d'une forme altérée de la première expérience : la « sensation de sûreté absolue » et la « sensation de culpabilité en soi »,. Son but est d'une part de débarrasser la pensée d'une réflexion essentialiste sur la nature ou la valeur du Bien ; d'autre part de déterminer l'« emploi abusif du langage qui se retrouve à travers toutes nos expressions religieuses et éthiques ».
Comprendre une œuvre d'art pour Wittgenstein ne signifie pas (seulement), comme Tolstoï le défendait dans ses Écrits sur l'art, avoir ressenti ce qui pourrait s'appeler un « sentiment de beauté ». Son appréciation, qui est différente de sa compréhension, passe par la connaissance des règles et des techniques de l'art en question et la capacité à pouvoir distinguer les pratiques correctes. Tout jugement esthétique n'a de sens que situé dans un système éthique-esthétique.

##### L'expérience duGros livrede Wittgenstein
Selon Wittgenstein, il y a une frontière infranchissable entre l'usage éthique et l'usage relatif du langage. De même qu'un jugement de valeur éthique ne peut être un énoncé factuel, un énoncé factuel ne peut être ou impliquer un jugement de valeur éthique.

### Le politique
Les appréciations sur les idées politiques de Wittgenstein ont été divergentes, voire contradictoires. Malgré sa sympathie pour le communisme — il se dit « communiste de cœur » —, il n'adhère à aucun programme, déclarant dans les Remarques mêlées : « Sera révolutionnaire celui qui peut se révolutionner lui-même ». Rejoindre un parti politique est cependant contraire selon Wittgenstein aux devoirs du philosophe. Pratiquer la philosophie, précise-t-il, implique de pouvoir changer de direction et de penser le communisme indifféremment des autres idéologies. Lui-même s'appliqua à être aussi apolitique qu'il le pouvait, aussi bien comme personne que comme philosophe.
Wittgenstein s'ouvre à la pensée de Karl Kraus très tôt dans sa jeunesse et ce probablement par l’intermédiaire de sa sœur Margarete, qui a sur lui l’influence intellectuelle la plus significative à cette période,. Selon Ray Monk, Wittgenstein considère les « questions d'intégrité personnelle » plus importantes que les « questions politiques » : « Contentez-vous de vous améliorer, c'est tout ce que vous pouvez faire pour améliorer le monde », déclare-t-il à ses amis. En ce sens, certaines des conceptions de Wittgenstein adulte sont proches de celles de Kraus pour qui « la politique est ce qu'un homme fait pour cacher ce qu'il est et qu'il ne sait pas lui-même ».

### Le métaphysique: mystique et théologique
L'influence de la religion et de la croyance est un point délicat de l'œuvre et de l'homme. Wittgenstein ne fut jamais explicite sur les formes et les rapports religieux qui s'établirent chez lui, bien qu'il ait reçu une éducation catholique et ait été élevé dans un milieu sévère et croyant. La notion de Dieu intervient selon des modalités différentes : Dieu comme notion éthico-mystique, assimilé au Dieu du Tractatus et des Carnets ; Dieu comme élément de langage dans le réseau des jeux et de la grammaire, présent dans sa Conférence sur l'éthique, dans les Recherches philosophiques ou dans ses Leçons sur la croyance religieuse ; et enfin le Dieu (chrétien) lié l'expérience personnelle de Wittgenstein.
Le biographe de Wittgenstein Norman Malcolm voit une « signification religieuse » aux éléments de vie suivant du philosophe :
- Le « sentiment d'absolue sûreté » qu'il a éprouvé à partir de ses 21 ans et qu'il mentionne dans sa Conférence sur l'éthique ;
- Le désir de devenir un être humain décent, sentiment puissant qui naquit lors de son enrôlement dans la première Guerre mondiale ;
- Le don de la fortune héritée de son père, Karl Wittgenstein, qui fut un des industriels les plus puissants d'Autriche ;
- L'espoir et la crainte d'un Dieu représenté comme Juge et sa lecture assidue des Évangiles[391].

La plupart des biographies de Wittgenstein lui ont attribué une incapacité totale à adhérer à une religion, au sens classique du terme. Ludwig résume à son ami Maurice Drury son attitude religieuse : « Je ne suis pas un homme religieux, mais je ne puis m'empêcher de voir chaque problème d'un point de vue religieux ».

#### Éducation chrétienne et rapport personnel au dogme

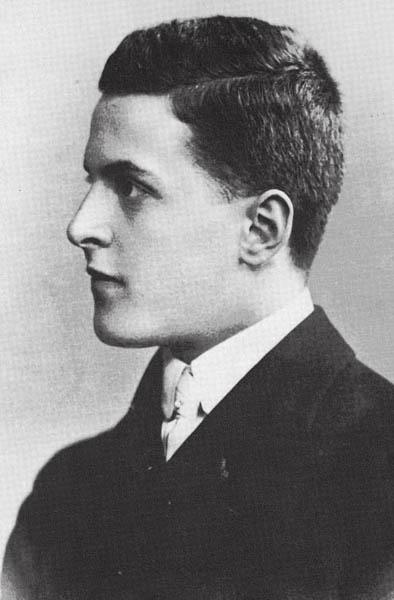
Ludwig Wittgenstein, âgé d'environ dix-huit ans.

Wittgenstein est baptisé, nourrisson, par un prêtre catholique et reçoit l'enseignement du catéchisme, comme cela est courant à l'époque. Dans une interview, sa sœur Gretl Stonborough-Wittgenstein déclare que le « christianisme fort, sévère et partiellement ascétique » de leur grand-père a fortement influencé tous les enfants Wittgenstein,.
Durant son passage à la Realschule, son manque de foi religieuse et Gretl le poussent à la lecture d'Arthur Schopenhauer. Adolescent, Wittgenstein adopte l'idéalisme épistémologique de Schopenhauer, duquel il prend plus tard ses distances pour le réalisme conceptuel de Gottlob Frege.
Wittgenstein a toujours professé une sympathie sincère et dévouée envers le christianisme et avec la religion en général. Son rapport au religieux a, tout comme ses idées philosophiques, évolué au cours de sa vie. À distance de la pratique religieuse – il lui est difficile de « plier le genou » – sa perception philosophique est cependant traversée par le « point de vue religieux »,. Sa croyance religieuse se développe pendant son service dans l'armée autrichienne lors de la Première Guerre mondiale, corrélativement à sa lecture assidue des écrits religieux de Dostoïevski et de Tolstoï. Avec l'âge, l'approfondissement de sa spiritualité personnelle l'amène à plusieurs élucidations et clarifications, alors qu'il démêle les problèmes de langage en religion —  en essayant, par exemple, de penser l'existence de Dieu comme une question scientifique. Dans ses Remarques mêlées, il écrit :
« Une des leçons du Christianisme, à ce que je crois, est que toutes les bonnes doctrines ne servent à rien. C'est la vie qu'il faut changer. (Ou l'orientation de la vie). […]
La sagesse est sans passion. La Foi, en revanche, Kierkegaard la nomme une passion »

En 1947, trouvant plus difficile de travailler, il écrit :

« J'ai reçu une lettre d'un vieil ami en Autriche, un prêtre. Il y dit qu'il espère que mon travail se passera bien, si c'est la volonté de Dieu. Or, c'est tout ce que je veux : si c'est la volonté de Dieu. »

Vers la fin de sa vie, Wittgenstein note que « Bach a écrit sur la page-titre de son Orgelbüchlein : « À la gloire du Très-Haut et que mon prochain puisse s'en trouver bien. ». Voilà ce que j'aurais aimé dire à propos de mon travail,. »

#### Le Dieu duTractatus
Le Tractatus logico-philosophicus compte quatre occurrences du concept du divin, dont l'aphorisme (6.432) montre le plus clairement l'approche de l'auteur des Carnets et du Tractatus de Dieu : « Comment est le monde, ceci est pour le Supérieur parfaitement indifférent. Dieu ne se révèle pas dans le monde. » L'équivalence éthique des faits implique en particulier qu'un « fait premier », comme la création d'un être divin, n'a en soi aucune valeur. La notion de Dieu n'est donc « pas dans le monde » et reste utilitaire et hors de contrainte logique.
G. H. von Wright et Malcolm notent que bien que Wittgenstein n'ait jamais donné un sens à la conception d'un Dieu créateur du monde, les idées divines de justice, jugements et rédemptions étaient des intérêts de premier ordre. En cela, la conception de Dieu de Wittgenstein et son hostilité à toute preuve ou tout fondement rationnel de l'existence de Dieu le rapprochent de Kierkegaard. La conception éthique de Wittgenstein se rapproche, selon Jacques Bouveresse, de la théorie de Kant : le fait et le jugement sont clairement distingués. Ils s'opposent cependant sur les trois postulats de la raison pratique kantienne : l'immortalité de l'âme — la possibilité de concevoir une durée pour l'âme humaine à l'« accomplissement complet de la loi morale » — ; la liberté humaine — condition nécessaire à l'existence de la loi morale — ; et l'existence de Dieu — idée régulatrice qui assure la synthèse de la vertu et du bonheur dans l'autre monde.
Cependant, si Wittgenstein récuse les spéculations philosophiques sur la bonté ou la méchanceté de l'homme, le progrès moral, ou la valeur de la vie, il n'intervient pas dans les entreprises d'amélioration des conditions de vie de l'homme. En effet, si la question du sens de la vie est dénuée de sens (sinnlos) et est donc une pseudo-question, la question de la forme et de la condition de la vie est empiriquement lourde de sens. Tous les problèmes résolus par la science et posés par l'existence, mentionne le Tractatus, pourraient très bien être résolus sans que la question de la signification de la vie ne soit abordée. La raison étant que ce n'est pas une question et sa résolution revient à cesser de la vivre comme problématique : « La solution au problème de la vie, on la remarque à la disparition de ce problème (Cela n'est-il pas la raison pour laquelle des hommes pour qui le sens de la vie est devenu clair au terme de longs doutes n'ont pas pu dire en quoi ce sens consistait.) » (6.521). Joubert note que « Dieu » n'apparait, ni dans les Carnets ni dans le Tractatus comme solution, mais comme nom du problème de la vie.

Résoudre le problème éthique consiste non pas en la reconnaissance d'une valeur intrinsèque de certains faits privilégiés, mais « on parvient au but de l'existence [lorsque l'on] n'a plus besoin de buts hors de la vie. C'est-à-dire celui qui est apaisé. » C'est donc accepter que le monde soit monde. En cela, Wittgenstein reformule la croyance en un Dieu comme suit dans ses Carnets :

« Croire en un Dieu signifie comprendre la question du sens de la vie.
Croire en un Dieu signifie voir que les faits du monde ne résolvent pas tout.
Croire en un Dieu signifie voir que la vie a un sens. ».

#### La quête d'explication
Wittgenstein se réfère de manière récurrente au terme qu'aurait le déroulement en cascade d'une série d'explications. Autrement dit, jusqu'à quel point peut-on justifier un acte, une pensée ? Y a-t-il un fond, un stade où la raison ne peut plus justifier ? Lorsqu'il écrit que « Nous devons nous débarrasser de toute explication », il ne veut pas exclure d'emblée tout motif explicatif, cela illustre au contraire la position antiphilosophique du penseur : la volonté de clarification précède tout le reste.

Cette question est abordée dès le Tractatus logico-philosophicus, où est mentionnée l'existence d'une limite à l'explication :

« 6.372 – Aussi [les hommes] tiennent-ils devant les lois de la nature comme devant quelque chose d'intouchable, comme les Anciens devant Dieu et le Destin.
Et les uns et les autres ont en effet raison et tort. Cependant les Anciens ont assurément une idée plus claire en ce qu'ils reconnaissent une limitation, tandis que dans le système nouveau il doit sembler que tout est expliqué. »

### Wittgenstein par-delà la philosophie
La pratique de la philosophie telle que conçue par Wittgenstein doit chercher son auto-dépassement, le questionnement de son propre raisonnement philosophique. Ce dépassement prend la forme d'une part d'une annulation de la production de philosophie ; d'autre part d'une création culturelle distincte et nouvelle.
Cette conception hétérodoxe est loin d'être la règle dans l'entourage universel de Wittgenstein : il est, pour le penseur viennois, extrêmement difficile de pratiquer « honnêtement » le métier de philosophe sans que se produise une perdition intellectuelle et morale, la tentation de se duper soi-même et autrui.

La philosophie n'est donc pour Wittgenstein pas une doctrine mais une activité. Chauviré et Bouveresse le rapprochent de la perception de Paul Valéry, lorsque ce dernier écrit par exemple « Toutes les figures interrogatives du langage interviennent et sont les monstres instantanés d’une mythologie abstraite. Les énigmes illégitimes nous assiègent […]. Nous ne pouvons pas concevoir de réponse exacte et certaine à ces demandes. Si nous pouvions en concevoir, ces questions ne se poseraient pas,. » La seule réaction positive à son exercice serait une nouvelle façon de questionner la question posée, comme Wittgenstein l'énonce :

« En philosophie, il est toujours bon de poser une question en lieu et place d’une réponse à une question. Car une réponse à la question philosophique peut aisément être inappropriée (ungerecht) ; régler la question au moyen d’une autre question ne l’est pas. ».

En ce sens la pratique de la philosophie selon Wittgenstein serait thérapeutique pour plusieurs commentateurs,,,,,,, et en ses propres mots de « montrer à la mouche comment sortir du piège à mouches »,.

## Influence et réception
Wittgenstein a dans l'histoire de la pensée contemporaine une place de premier plan, tant ses quelques écrits — trois œuvres publiées de son vivant — ont eu échos et répercussions. Son influence est notable en philosophie du langage, des sciences, de l'esthétique ou encore en philosophie politique et en sciences sociales. Plus largement, ses rapports à la linguistique, l'éthnologie, l'anthropologie, la psychanalyse et la psychologie, ou la théologie sont aussi étudiés. Sa méthode philosophique, qui se veut concrète et conséquente, méfiante à l'égard des thèses et parfois d'une grande abstraction, note son biographe McGuiness, est une des premières à instaurer l'utilisation systématique d'analogies et exemples directement au service de sa pensée.
La réception de l’œuvre du philosophe en France est tardive. Si l'influence dans les milieux anglo-saxons fut rapide notamment grâce au Cercle de Vienne, quoique limitée au commentaire analytique, centré sur son atomisme logique et sa pensée du fondement des mathématiques, presque aucune mention n'est faite du Tractatus logico-philosophicus dans l'Hexagone au moment de sa publication pendant l'entre-deux-guerres. Ce n'est qu'avec sa première traduction en français — qui vient après les traductions en chinois, italien, espagnol et même yougoslave — en 1961 et les travaux de Léon Brunschvicg et Jean Cavaillès que l'intérêt grandit. Une fois reconnue, sa philosophie, en particulier le Tractatus a donné lieu à de nombreuses interprétations, parfois difficilement conciliables.

### Philosophie
La pensée philosophique du premier Wittgenstein inspira certains mouvements néopositivistes comme le Cercle de Vienne, et l'empirisme logique. Ces écoles reprennent la définition vérificationniste de la signification du Tractatus et le rejet de la métaphysique comme non-sens. La méthode analytique opérée par Wittgenstein dans son Tractatus initie ce que Gustav Bergmann nomma le tournant linguistique désignant un changement méthodologique et substantiel, affirmant que le travail conceptuel de la philosophie ne peut avoir lieu sans une analyse préalable du langage. Une partie de ces interprétations ont été rassemblées dans l'ouvrage The New Wittgenstein (en).
Les Recherches philosophiques ont été un ouvrage important dans la philosophie du langage ordinaire, courant dans la philosophie analytique qui écarte les excès de formalisme pour donner plus d'attention aux usages et aux pratiques du langage ordinaire et du sens commun. Sa seconde pensée est parfois comparée au post-structuralisme français et au pragmatisme américain,,,.
Bien qu'ayant inspiré ces écoles philosophiques, Wittgenstein ne peut cependant ni être considéré comme positiviste, ni comme philosophe analytique.

### Sciences sociales
La « seconde philosophie de Wittgenstein », celle des Investigations philosophiques, a aussi inspiré des chercheurs en sciences sociales. Mais déplacées du « jeu de langage » de la philosophie dans ceux des sciences sociales, les ressources wittgensteiniennes ont été prises dans d’autres usages, revêtant ainsi des significations diverses, parfois contradictoires comme le Tractatus.
La « seconde philosophie de Wittgenstein » a ainsi alimenté l'ethnométhodologie, courant de la sociologie américaine incarné notamment par Harold Garfinkel et Aaron Cicourel, puis dans son sillage des sociologies de l'action et de la cognition,. Sa philosophie des formes de vie et des usages ordinaires a également constitué un référent dans la constitution de sa sociologie de la pratique par Pierre Bourdieu. Sa critique du substantialisme dans Le Cahier bleu (caractérisée comme la recherche « d'une substance qui réponde à un substantif ») a par ailleurs marqué la sociologie constructiviste des groupes sociaux, qui a notamment été initiée en France par Luc Boltanski. Plus largement, elle a instruit une vigilance envers les tentations de substantialisation des objets sociaux dans les sciences sociales.
Le sociologue des sciences David Bloor s'est référé, de manière appuyée et controversée, sur le commentaire de Wittgenstein sur ce qu'est « suivre une règle » pour légitimer ses positions relativistes.
En anthropologie, dont Clifford Geertz a fait de Wittgenstein l’un des piliers philosophiques de sa réflexion qui a conduit au « tournant linguistique » dans la discipline aux États-Unis. Jean Bazin, en France, et Rodney Needham, en Grande-Bretagne, ont utilisé le philosophe pour appuyer leurs critiques du savoir anthropologique. L'anthropologue indienne Veena Das a, pour sa part, tenté de développer dans les quinze dernières années une anthropologie d'inspiration wittgensteinienne en s'appuyant sur la lecture, plus existentialiste, qu'en propose Stanley Cavell.
Dans son ouvrage Le Raisonnement sociologique, le sociologue Jean-Claude Passeron mobilise la terminologie wittgensteinienne pour montrer que « la mise à l'épreuve empirique d'une proposition théorique ne peut jamais revêtir en sociologie la forme logique de la réfutation (« falsification ») au sens poppérien ». Il reprend notamment à Wittgenstein ses définitions de « monde » et d'« espace logique ». Passeron propose de parler d'un monde empirique, c' est-à-dire l'« Ensemble des co-occurrences observables ; tout ce qui est observable, rien qui ne le soit », et d'un monde historique, c’est-à-dire l' « Ensemble des occurrences observables lorsqu'elles ne peuvent être désassorties de leurs coordonnées spatio-temporelles sauf à perdre le sens que l'on vise en assertant sur elles ». Il veut distinguer l'espace logique des sciences naturelles ou « espace nomologique » et l'espace non poppérien dans lequel se construisent les raisonnements des sciences sociales.
Pour Bastien Bosa, la métaphore des airs de famille permet « de penser les concepts comme des outils de comparaison (comme des « étalons », aurait dit Wittgenstein), plutôt que comme des idées préconçues face auxquelles la réalité devrait se situer. »

### Philosophie politique
La philosophie de Wittgenstein a eu des échos en philosophie politique, indépendamment des positionnements de Wittgenstein lui-même. Ces interprétations sont elles-mêmes très variées. Le traitement du langage de Wittgenstein a été interprété en des thèses diverses, parfois antagoniques. Partant de la seconde philosophie de Wittgenstein, J. C. Nyiri en déduit l'« obéissance aveugle aux règles » et son corollaire : Wittgenstein serait un penseur conservateur dont l'œuvre tend à étayer philosophiquement le conservatisme. Alors que F. Russi-Landi ou David Rubinstein voient en Wittgenstein une analyse de l'aliénation par le langage marxiste et l'élaboration d'une théorie sociale pratique solide. Christiane Chauviré fait cependant valoir que l'appel réitéré à accepter le donné tel qu'il est offre ainsi une vision du monde plus résignée et fataliste que celle défendue par Marx.
Ainsi Sandra Laugier, en prenant notamment appui sur Wittgenstein et la lecture par Stanley Cavell de son traitement de la question du scepticisme, a esquissé une pensée politique de la démocratie radicale et de l'individualisme communautaire. Par ailleurs, le sociologue Philippe Corcuff prend appui sur des ressources wittgensteiniennes pour critiquer la pensée politique dite « post-moderne » (en particulier chez Jean Baudrillard).

### Critiques de Wittgenstein
Wittgenstein fut le premier critique de sa première philosophie lorsqu'il revient à Cambridge en 1922. À ce propos, voir la section Recherches philosophiques.
Concernant la seconde philosophie, Bertrand Russell, qui avait depuis longtemps coupé les ponts avec Wittgenstein, déclara : « Wittgenstein a bradé son talent et s’est abaissé devant le sens commun tout comme Tolstoï s’était abaissé devant les paysans ». Le philosophe contemporain Alain Badiou récuse aussi sa seconde philosophie, dans la mesure où « les mathématiques sont méprisées et réduites […] à un jeu d'enfant ».
La lettre W (comme Wittgenstein) de l'Abécédaire de Gilles Deleuze est consacrée aux « assassins de la philosophie » qu'ont été pour lui les wittgensteiniens. Cet extrait a suscité divers commentaires, critiquant Deleuze,, ou marquant la situation paradoxale d'un Wittgenstein se revendiquant effectivement « le terminus ad quem de la grande philosophie occidentale » mais source de nombreux concepts et engendrant une école de wittgensteiniens ou bien encore faisant des rapprochements entre des pensées pourtant vues en opposition,,.
Cependant, Jacques Bouveresse mentionne qu'une critique systématique des idées de l'auteur serait délicate en ce que « nous sommes peu assurés au fond d'avoir compris exactement ce que [Wittgenstein] voulait dire et faire », et que Wittgenstein lui-même adopta une grande variété de points de vue.

#### La pensée «antiphilosophique» de Wittgenstein
Alain Badiou développe le concept d'antiphilosophie, dont les trois mouvements sont d'abord une critique langagière et logique des énoncés philosophiques ; une pensée qui n'est pas que discursive mais qui relève de l'acte ; et enfin l'appel à un autre acte supra-philosophique, qui mène au propre dépassement de la philosophie. Selon lui Wittgenstein, autant que Friedrich Nietzsche, en sont des figures. Ceux-ci considèrent la philosophie comme une maladie, qui s'incarne en un « bavardage » pour le premier, en un « nihilisme » pour le second. Chez les deux philosophes s'opère une inversion de l'usage du langage philosophique. L'attitude du philosophe qui abuse du langage entre en contradiction d'une part avec l'énoncé (4.112) du Tractatus : « La philosophie n'est pas une théorie, mais une activité » ; et d'autre part avec la fonction du prêtre et de l'universitaire chez Nietzsche. Le dépassement de la philosophie est pour le premier un « acte esthétique ». La philosophie de Wittgenstein tente de tracer les limites du dicible. Au-delà, l'esthétique prend le pas sur la pensée et soulève une « conviction poétique » suffisante à elle-même. Ce dépassement prend la forme d'une transvaluation des valeurs chez Nietzsche. Le parallèle entre les deux philosophes ne peut cependant pas s'étendre au-delà : Wittgenstein s'est retrouvé « gravement affecté » par la critique du christianisme du philosophe allemand.

Wittgenstein fuit le milieu académique, est très critique de la position intellectuelle de l'universitaire et insiste même dans ses cours à Cambridge pour écarter ses élèves d'une carrière philosophique au profit d'un métier « décent ». La perception radicalement opposée, voire « au sens strict, révolutionnaire », de la pratique philosophique wittgensteinienne par rapport à la philosophie traditionnelle consiste en la destruction en nous des hiérarchies philosophiques. Le travail philosophique n'est donc pas abstrait, mais extrêmement concret :

« Nos problèmes ne sont pas abstraits, mais au contraire peut-être les plus concrets qui soient. »

En ce sens, la pratique philosophique est indissociable de celui qui la pratique et le philosophe doit a minima être à la hauteur de sa pensée. Wittgenstein, qui s'attache avec rigueur à une posture morale stricte, attribue par exemple ces qualités à Tolstoï et William James.
Wittgenstein opère dans cette « première philosophie » une inversion des valeurs de sens et de vérité. Le sens serait d'ordinaire attribué aux conditions d'énonciation et d'expérience et la vérité, à une qualité qui serait intrinsèque au sujet d'étude. Pour Wittgenstein, le sens — comme image d'une possibilité dans l'espace des états de choses — se voit devenir éternel ; la vérité est développée selon une ligne empirique et contingente. Les conditions de vérité d'une proposition sont toujours le résultat d'une vérification de l'image à la réalité. En cela, le philosophe Alain Badiou voit dans cet « acte antiphilosophique » de destitution de la vérité la même finalité que celle entreprise par Friedrich Niezsche, quoique par des moyens distincts, au XIXe siècle.
Cette interprétation est remise en cause par Antonia Soulez dans son ouvrage Détrôner l'Être, Wittgenstein antiphilosophe ? (en réponse à Badiou).

## Représentations culturelles de Wittgenstein

### Cinéma
Wittgenstein, film britannique de Derek Jarman sorti en 1993, est une comédie dramatique qui retrace la pensée et la vie de Ludwig Wittgenstein au travers de différentes saynètes.
Sorti en 2008, le thriller franco-britannico-espagnol Crimes à Oxford d'Álex de la Iglesia, comporte comme personnage principal un professeur spécialiste de l’œuvre de Ludwig Wittgenstein. Wittgenstein y est lui-même brièvement incarné par l'acteur Tom Frederic dans une scène au début du film.
Le film de science-fiction britannique sorti en 2015 Ex machina d'Alex Garland fait référence au Cahier bleu de Wittgenstein. Certains de ses passages sont cités.
Un opéra, composé et créé à Genève en 2003 par Julien Pinol, lui a été consacré.

### Littérature
Outre l'influence intellectuelle de Ludwig Wittgenstein, sa figure et le mystère de sa personne ont aussi inspiré certains écrivains. Jerome Charyn et Bruce Duffy ont par exemple écrit par l'influence du Mémoire de Norman Malcolm. Charyn, l'auteur de The Tar Baby, décrit un Wittgenstein en Californie où ce dernier est instituteur pour enfants aphasiques. Le Wittgenstein de Charyn ne meurt pas en 1951, il vit au sommet d'une falaise à Galapagos en 1970.
Wittgenstein apparait en tant qu'ingénieur dans Tateline ! de Guy Davenport. Dans V, écrit par Thomas Pynchon en 1961, se déroule le décryptage en Afrique du Sud d'un étrange message dont la sélection d'une lettre sur trois fait apparaitre « Diewiletistalleswasderfallist » — c'est-à-dire le premier aphorisme du Tractatus. L'ingénieur ayant découvert ce code s'écrit alors « J'ai entendu cela quelque part », ce qui est remarquable sachant que la scène se déroule la même année que la publication du Tractatus, note Christiane Chauviré.
Thomas Bernhard a consacré à  Wittgenstein sa pièce Déjeuner chez Wittgenstein,, parue sous le titre original Ritter, Dene, Voss, du nom de trois acteurs fétiches de Thomas Bernhard ayant contribué à la création de ses pièces. Cette pièce, également inspirée des liens de Thomas Bernhard avec Paul Wittgenstein (cousin du philosophe Ludwig Wittgenstein) met en scène le retour de l'hôpital psychiatrique de Ludwig chez ses deux sœurs, au cours d'un déjeuner dégénérant en bataille de profiteroles. Le personnage principal y vilipende le théâtre et les mécènes. Sur son amitié avec Paul, Bernhard écrit le roman  le roman Le neveu de Wittgenstein.
Selon Marjorie Perloff, Wittgenstein aurait influencé plusieurs artistes, notamment Gertrude Stein.
En France, le poète ayant le plus abondamment travaillé en s'inspirant de Wittgenstein est Emmanuel Hocquard.

### Hommage
Un « monument Wittgenstein » est érigé en 2018 dans le village de Skjolden en Norvège près de la cabane du philosophe. Il s'agit d’une sculpture en bois conçue par Sebastian Kjølaas, Marianne Bredesen et Siri Hjorth, elle représente d'un côté une main, celle qu’utilise un écrivain et de l'autre côté une bouche qui si elle ne parle pas, du moins, par l’effet du vent, siffle. Wittgenstein était reconnu comme un excellent siffleur, capable de siffler avec précision et expressivité des compositions musicales classiques,.

## Œuvres
Le 31 octobre 2017, environ 20.000 pages de travaux de Wittgenstein sont inscrites sur la liste des documents du patrimoine documentaire mondial de l'UNESCO.
Posthume à trois ouvrages près, l'œuvre de Ludwig Wittgenstein est néanmoins philosophiquement l'une des plus importantes du XXe siècle. Après le Tractatus, les quelques remarques sur la forme logique, et un Wörterbuch für Volkschulen, Wittgenstein avait préparé la publication de certains de ses manuscrits en chargeant ses trois exécuteurs testamentaires de les éditer. Les œuvres du philosophe s'étendent pourtant au-delà des quelques ouvrages pour lesquels il avait pris soin de donner des consignes. Rush Rhees, Georg Henrik von Wright, et G. E. M. Anscombe ne se sont donc pas bornés à suivre la volonté de leur ancien compagnon, et leur travail d'édition (ensuite continué par d'autres) s'est étendu bien au-delà.

« Chaque phrase que j’écris vise toujours déjà le tout, donc toujours à nouveau la même chose, et toutes ne sont pour ainsi dire que des aspects d’un objet considéré sous des angles différents. »

— Remarques mêlées.